# Roger Federer
« Federer » redirige ici. Pour les autres significations, voir Federer (homonymie).
Roger Federer (/ˈrɔdʒər ˈfeːdərər/), né le 8 août 1981 à Bâle, est un joueur de tennis suisse, professionnel de 1998 à 2022. Il est considéré, avec Rafael Nadal et Novak Djokovic, comme l'un des meilleurs joueurs de tennis de tous les temps.
Il a occupé durant 310 semaines la première place du classement mondial de tennis de l'ATP, et détient le record de 237 semaines consécutives, soit quatre ans et 199 jours, à ce rang, ainsi que le record de la plus longue période entre sa première et son ultime accession à la tête de ce classement, quatorze ans, du 2 février 2004 au 24 juin 2018. Il a terminé l'année calendaire à la première place mondiale à cinq reprises, en 2004, 2005, 2006, 2007 et 2009, et a été sacré champion du monde par l'ITF au terme de ces mêmes saisons. Il est médaillé d'or en double messieurs avec Stanislas Wawrinka aux Jeux olympiques de Pékin 2008 puis vice-champion olympique en simple à Londres en 2012. Enfin, en 2014, il remporte la Coupe Davis avec l'équipe de Suisse.
Roger Federer a gagné 103 titres ATP, dont 20 tournois du Grand Chelem, 6 Masters, et 28 Masters 1000. Il détient le record de huit titres en simple messieurs au tournoi de Wimbledon, conquis entre 2003 et 2017, et de cinq titres à l'US Open (qu'il partage avec Jimmy Connors et Pete Sampras). Il possède un total de dix-sept titres majeurs (Grand Chelem et Masters) remportés sur surfaces dures (à quatre longueurs derrière Novak Djokovic).
Sa victoire à Roland-Garros en 2009 lui a permis d'accomplir le Grand Chelem en carrière sur quatre surfaces différentes. Federer a réalisé le Petit Chelem de tennis à trois reprises, en 2004, 2006 et 2007, performance battue seulement par Novak Djokovic qui l'a réussi quatre fois. Il est ainsi l'unique athlète à avoir gagné trois des quatre tournois du Grand Chelem deux années successives. Il atteint à trois reprises, et dans la même saison, les finales des quatre tournois majeurs, en 2006, 2007 et 2009, un exploit qu'il partage avec Novak Djokovic ainsi que la joueuse Steffi Graf.
Parmi ses nombreux autres records, figurent notamment ses quatre doublés Wimbledon et US Open consécutifs, ses douze finales disputées à Wimbledon, ses dix finales au Masters, ses cinq succès au Masters 1000 d'Indian Wells (co-détenu par Novak Djokovic), ses sept titres au Masters 1000 de Cincinnati, mais aussi ses dix finales, vingt-trois demi-finales et trente-six quarts de finale consécutifs dans les tournois du Grand Chelem. Le Suisse est également le seul joueur de l'histoire du tennis à détenir au moins cinq trophées dans trois des quatre tournois du Grand Chelem : l'Open d'Australie, le tournoi de Wimbledon et l'US Open. Il détient en outre le record durant l'ère Open de cinq titres successifs au tournoi de Wimbledon (avec Björn Borg) ainsi qu'à l'US Open, et il est également le premier et l'un des deux seuls joueurs à avoir disputé au moins à cinq reprises la finale de chaque tournoi du Grand Chelem ainsi que celle du Masters.
À la suite de son septième sacre à Wimbledon en 2012, Federer reste près de cinq ans sans remporter de trophée majeur, mais après six mois hors des courts en 2016 pour cause de blessure, il s'impose, à l'âge de 35 ans, à l'Open d'Australie 2017 en dominant son grand rival Rafael Nadal en cinq sets au terme d'une finale d'anthologie,. Il évince à cette occasion quatre joueurs du top 10 mondial et porte ainsi à dix-huit son record de succès en Grand Chelem. Il améliore cette marque à deux reprises : quelques mois plus tard avec un huitième succès à Wimbledon, dont il s'adjuge l'édition 2017 sans concéder le moindre set, puis lors de l'Open d'Australie 2018, qui le voit devenir, au terme de sa trentième finale dans l'un des quatre majeurs (un record, alors), le premier joueur de l'ère Open victorieux de 20 titres du Grand Chelem.
Roger Federer impressionne également par la longévité de sa carrière. Passé professionnel vingt ans plus tôt, il devient, le 19 février 2018, le no 1 mondial au classement ATP le plus âgé de l'histoire, à l'âge de 36 ans, 6 mois et 11 jours. Il améliore ce record la même année le 14 mai puis le 18 juin, à 36 ans et 10 mois. Ce record est battu en 2024 par Novak Djokovic. Il remporte le 100e tournoi ATP de sa carrière le 2 mars 2019 à Dubaï. Le 23 juin 2019, il s'adjuge le tournoi de Halle pour la dixième fois, devenant ainsi, sur le gazon allemand, le deuxième joueur de l'histoire après Rafael Nadal à compter à son palmarès dix éditions d'un même tournoi. Il réitère cet exploit quatre mois plus tard, le 27 octobre, à Bâle, sa ville natale, et, fait inédit, sur une surface différente (sur dur, et en indoor).
Le 15 septembre 2022, plus d'un an après avoir disputé son dernier match en compétition, Federer annonce qu'il prend sa retraite sportive à l'âge de 41 ans. Le 23 septembre, il joue le dernier match professionnel de sa carrière en double, associé à son rival et ami Rafael Nadal, à l'occasion de la Laver Cup, une compétition créée cinq ans plus tôt sous son impulsion. Portant les couleurs de l'équipe Europe, Federer et Nadal sont battus par la paire américaine de l'équipe Monde, composée de Jack Sock et de Frances Tiafoe. Les hommages à l'exceptionnelle carrière de Roger Federer qui s'ensuivent sont unanimes.
Ses résultats, sa longévité,,, sa perfection technique,, et l'esthétisme de son jeu,, amènent la plupart des joueurs et spécialistes du tennis à le considérer comme l'un des meilleurs joueurs de tous les temps,,,,,,,,,,,, et comme l'un des plus grands sportifs de l'histoire,. En 2024 à Paris, l'Association internationale de la presse sportive (AIPS) à l'occasion de son centième anniversaire l'a élu cinquième plus grand athlète masculin du siècle après Muhammad Ali, Usain Bolt, Michael Jordan et Pelé,,.

## Biographie

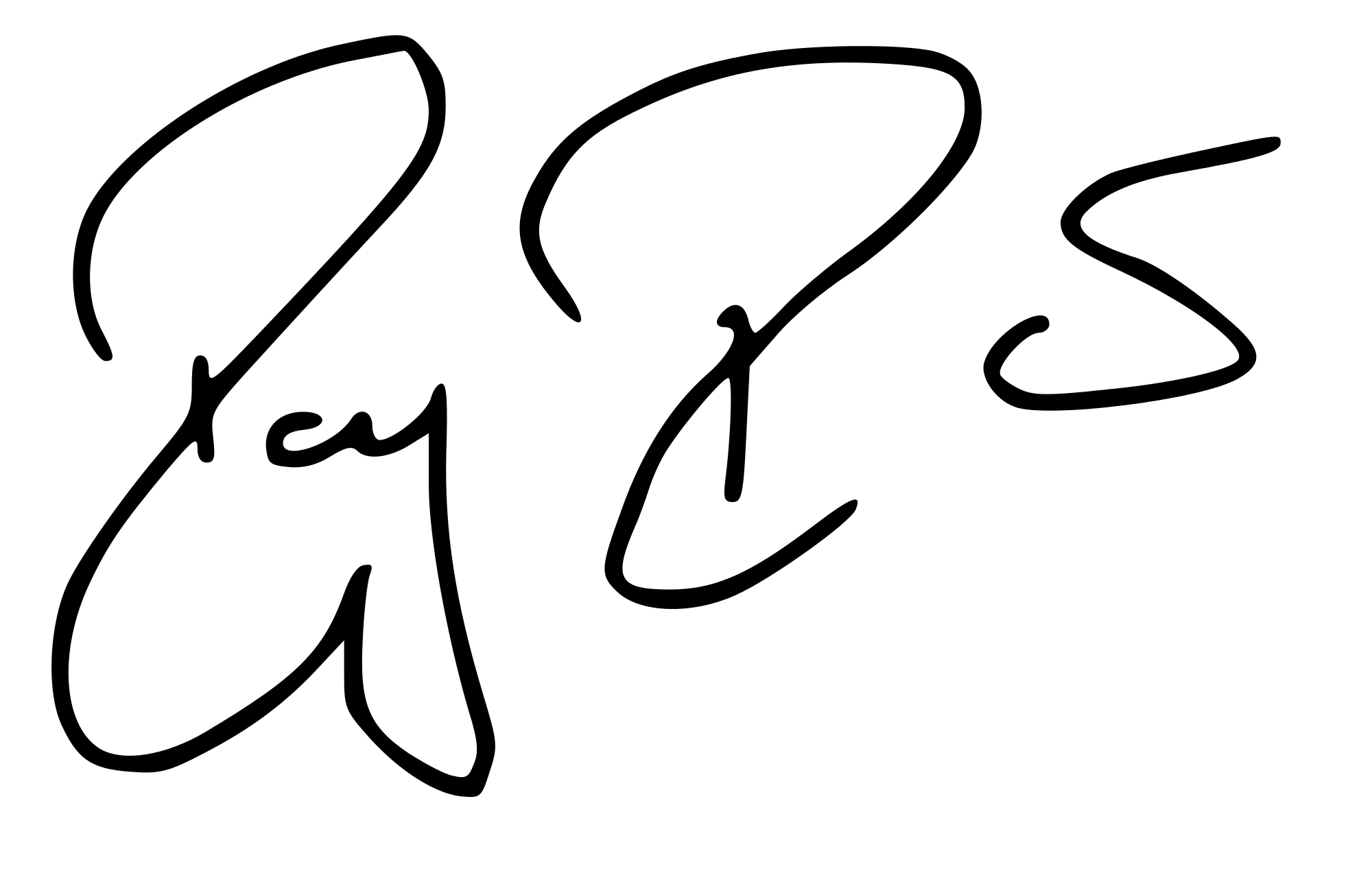
Signature de Roger Federer

Roger Federer est né le 8 août 1981 à Bâle d'un père suisse, Robert, et d'une mère sud-africaine d'ascendance française et néerlandaise, Lynette Durand. Tous deux ont travaillé dans l'entreprise pharmaceutique Ciba et se sont rencontrés en 1970 dans son usine principale à Johannesbourg où ils jouent régulièrement au tennis dans le club suisse de la métropole sud-africaine. En 1973, ils se marient et s'installent en Suisse. Avec sa sœur aînée Diana née vingt mois plus tôt, Roger grandit à Münchenstein en Suisse alémanique non loin de Bâle et des frontières allemande et française. 

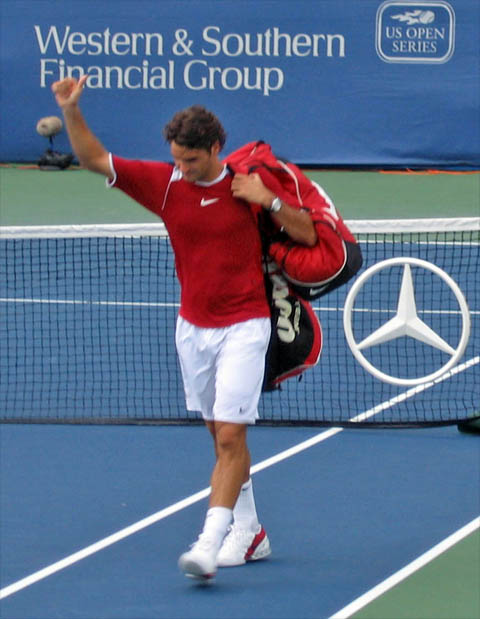
Roger Federer au Masters de Cincinnati en 2005.

Outre le suisse allemand et l'allemand, il parle couramment l'anglais, sa langue maternelle (sa mère puis les médias prononcent d'ailleurs son prénom Rodgeur (/ˈrɒdʒə/) à l'anglaise) et le français, mais a également quelques notions de suédois, d'espagnol et d'italien. Également doué pour le football, Federer hésite un temps pour choisir dans quel sport se spécialiser, mais il décide, à douze ans, de s'orienter vers le tennis (il continue néanmoins à soutenir le FC Bâle). Repéré par le centre national suisse de tennis alors situé à Écublens, dans le canton de Vaud, entre 1995 et 1997, c'est dans ce nouveau cadre qu'il apprend le français à l'âge de 14 ans. Il termine sa scolarité obligatoire au collège de La Planta, à Chavannes-près-Renens, et obtient son certificat en juillet 1997, en division supérieure, section études commerciales.
Déclaré inapte au service militaire, il est orienté vers la protection civile en 2003 mais ne peut suivre les cours à cause de son emploi du temps. Il a payé depuis la taxe d’exemption de service qui correspond à 3 % de ses revenus jusqu'à l'année de ses 30 ans comme le prévoit la loi,,.
Il réside aujourd'hui à Wollerau, dans le canton de Schwytz avec sa femme Mirka, qu'il a épousée le 11 avril 2009, leurs jumelles, Myla Rose et Charlene Riva (nées le 23 juillet 2009), et leurs jumeaux, Leo et Lenny (nés le 6 mai 2014). En tant que citoyen suisse, il a le droit de cité de la commune de Berneck (canton de Saint-Gall).

## Carrière

### 1989 - 1998: parcours junior

#### 1989 - 1995: débuts au TC Old Boys de Bâle
Roger Federer commence à jouer au tennis dès l'âge de huit ans en intégrant le club de tennis TC Old Boys dans sa ville natale de Bâle. C'est à cette époque qu'il fait la connaissance de Marco Chiudinelli, qui a le même âge que lui et qui deviendra lui aussi joueur professionnel. Les deux Bâlois deviendront notamment coéquipiers en Coupe Davis.
Lors de cette période, il devient ramasseur de balles à l'Open de Bâle lors des éditions 1993 et 1994. Pour la première fois, il approche des champions comme Stefan Edberg. Cette expérience le marquera : « J’ai adoré être ramasseur, j’ai pu voir les meilleurs joueurs du monde de près. J'observais leur préparation, leur fatigue, la façon où ils affrontaient la pression. Des moments magnifiques pour moi ».
Il réussit à devenir champion national dans toutes les catégories juniors. À douze ans, il décide de poursuivre sa formation afin de passer joueur de tennis professionnel.

#### 1995 - 1997: perfectionnement au Centre national suisse de tennis et intégration du circuit junior ITF
En 1995, il intègre le Centre national suisse d'Écublens. Les débuts au Centre sont difficiles car Roger Federer, en plus d'être éloigné de sa famille, doit apprendre le français. En 2018, lors d'une conférence de presse, il évoquera cette période qu'il jugea difficile à ses débuts mais formatrice pour l'avenir. « Il y a des marqueurs dans la vie. Mais si je regarde plus loin dans le passé, c’est entre 14 et 16 ans que j’ai grandi le plus vite en tant que personne. Je suis parti de la maison, j’habitais à Bâle à l’époque. C’était une ville de la Suisse alémanique. Je suis parti à Lausanne, en Suisse romande, à deux heures de train. Je ne vais pas dire que c’était comme aller dans un autre pays, mais je ne parlais pas du tout le français. J’aurais pu tout aussi bien partir vivre au Japon, c’était la même chose. Quand je suis arrivé je ne parlais à personne, je ne pouvais pas communiquer. Je pleurais souvent car ma maison me manquait. J’ai appris à devenir fort, persévérant et indépendant. Tout ça dans une période de temps très courte. »
C'est pendant ces années d'apprentissage qu'il rencontre Yves Allegro avec qui il jouera pendant un temps en double sur le circuit ATP.
Jusqu'en 1997, il remporte pas moins de sept tournois juniors.

#### 1998: champion du monde junior, Wimbledon en simple et en double garçons, Orange Bowl
L'année 1998 marque la fin de son parcours junior en décrochant notamment des titres prestigieux. Lors des tournois du Grand Chelem, il s'incline en demi-finale à l'Open d'Australie et au premier tour à Roland-Garros. Le fait le plus marquant lors de cette année reste sa double victoire à Wimbledon en simple sans perdre un set, et en double avec Olivier Rochus. À l'US Open, il perd en finale contre David Nalbandian. Il termine l'année en s'imposant également à l'Orange Bowl, battant en finale Guillermo Coria. Il termine numéro un mondial en fin de saison.

### 1998 - 2000: débuts en tant que professionnel

#### 1998: premiers matchs sur le circuit ATP
En parallèle de sa carrière junior, Roger Federer dispute son premier match professionnel en juillet 1998, lors du tournoi de Gstaad, auquel il accède grâce à une wild card ; il s'incline alors face au 88e joueur mondial, Lucas Arnold Ker (4-6, 4-6 en 1 h 20 min). Il remporte ses deux seuls matchs sur le circuit senior à l'Open de Toulouse, où il atteint les quarts de finale. Il termine la saison à Bâle en perdant en 2 sets contre Andre Agassi.

#### 1999: premiers matchs en Grand Chelem, sélection en Coupe Davis et entrée dans le top 100
La saison 1999 marque ses débuts en Coupe Davis. Au mois de mars, il contribue à la victoire suisse face à l'Italie en remportant l'un de ses deux simples à Neuchâtel. Le Suisse participe également à ses premiers tournois du Grand Chelem ; à Roland-Garros il perd dès le premier tour contre Patrick Rafter, no 3 mondial de l'époque (7-5, 3-6, 0-6, 2-6 en 2 h 13 min), alors qu'à Wimbledon il s'incline après un match intense en cinq sets face à Jiří Novák (3-6, 6-3, 6-4, 3-6, 4-6 en 2 h 18 min). Il perd en qualification de l'US Open. Grâce à de bons résultats en fin d'année et à l'apport de nouveaux entraîneurs (Dr. Guerin & Dariel), il termine pour la première fois la saison dans les cent premiers joueurs mondiaux (64e). Au mois d’octobre, il remporte l'open de Brest, tournoi ATP Challenger. Il s'agit de sa première victoire en simple sur le circuit professionnel.

#### 2000: premières finales ATP,4eplaceolympique
C'est au début de l'année 2000 que le Suisse dispute la première finale ATP de sa carrière à Marseille, mais il est défait par son compatriote Marc Rosset (6-2, 3-6, 65-7 en 1 h 58 min). Lors des Jeux olympiques de Sydney, il réalise un très bon parcours en atteignant les demi-finales, où il s'incline face à Tommy Haas, puis est battu pour la médaille de bronze par le Français Arnaud Di Pasquale (65-7, 7-67, 3-6). Il passe trois tours à Roland-Garros, deux à l'Open d'Australie et à l'US Open. Une nouvelle défaite achève cette saison en demi-teinte ; il s'incline en effet en finale de « son » tournoi à Bâle en cinq sets très disputés devant le Suédois Thomas Enqvist (2-6, 6-4, 64-7, 6-1, 1-6 en 2 h 56 min).

### 2001 - 2003: la naissance d'un champion

#### 2001: premier titre ATP et victoire en Hopman Cup
En début d'année 2001, Roger Federer s'offre le titre de la Hopman Cup aux côtés de Martina Hingis en gagnant trois de ses quatre matchs en simple. En février, il remporte son premier tournoi en simple (à Milan) et en double (à Rotterdam avec Jonas Björkman). Il brille pour la première fois en Grand Chelem en atteignant les quarts de finale de Roland-Garros et de Wimbledon. Lors du tournoi londonien, le Suisse bat Pete Sampras en cinq sets accrochés en huitième de finale, mettant fin au règne de l'Américain sur le gazon britannique. Ce match reste comme l'unique confrontation entre les deux hommes. C'est le Britannique Tim Henman qui met un terme à son parcours en le battant en quatre sets. Deux mois plus tard, durant l'US Open, Federer s'incline en huitième de finale face au no 2 mondial Andre Agassi. La saison 2001 se termine comme la précédente par une défaite en finale du tournoi de Bâle.

#### 2002: victoire en Masters 1000 et entrée dans le top 10

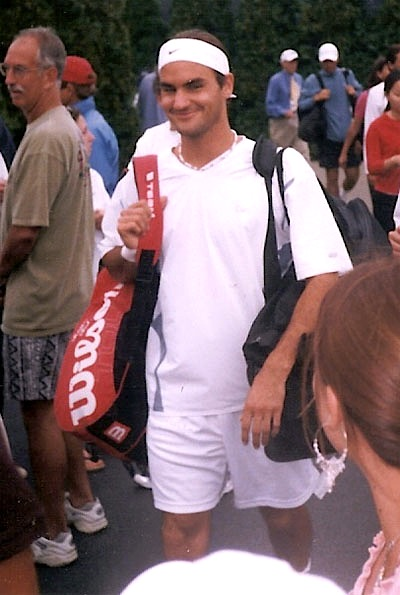
Roger Federer à l'US Open en 2002.

L'année 2002 commence fort : à une victoire au tournoi de Sydney s'enchaîne une première finale en Masters Series en mars au tournoi de Miami à Key Biscayne. Il est alors défait en quatre sets par Agassi. Deux mois plus tard, le Suisse obtient une deuxième chance en parvenant en finale du Masters de Hambourg sur terre battue, chance qu'il saisit pleinement en dominant le Russe Marat Safin. Cependant, Federer s'incline ensuite dès le premier tour à Roland-Garros et à Wimbledon. Au début d'août, il apprend la mort accidentelle de Peter Carter, le capitaine de l'équipe suisse de Coupe Davis et entraîneur de sa jeunesse, un homme qui comptait beaucoup pour lui. Très touché par cette tragédie, il ne peut stopper la série de défaites durant la tournée américaine. Néanmoins, une superbe fin de saison comprenant un titre à Vienne lui permet de se qualifier in extremis pour le Masters de tennis masculin disputé à Houston. Invaincu dans les matchs de poules, il perd en demi-finale contre l'Australien Lleyton Hewitt en trois sets.

#### 2003: premier sacre en Grand Chelem et vainqueur à la Masters Cup
Il commence la saison 2003 sur les mêmes bases que la fin d'année précédente. Il remporte les tournois de Marseille et de Dubaï en février, ainsi que le tournoi de Munich sur terre battue deux mois plus tard. Il atteint également la finale du Masters de Rome et contribue fortement à la qualification de la Suisse pour les demi-finales de la Coupe Davis, qualification acquise en battant les Pays-Bas et la France. La Suisse est alors battue par le futur vainqueur de l'édition 2003, l'Australie (3-2). Cependant, Federer s'incline une nouvelle fois au premier tour de Roland-Garros devant le Péruvien Luis Horna, avant de se reprendre en remportant l'Open de Halle, qui lui sert de préparation à Wimbledon. Le 6 juillet 2003, en battant Mark Philippoussis en finale du tournoi londonien, il devient le premier Suisse à décrocher un titre du Grand Chelem, et ce en ne concédant qu'un seul set durant le tournoi. Le 8 août, jour de son vingt-deuxième anniversaire, Federer a l'occasion de devenir le numéro un mondial de tennis pour la première fois de sa carrière mais sa défaite en demi-finale du tournoi de Montréal l'en empêche. La fin de saison est plus difficile et Federer réalise des résultats moyens. Il parvient cependant à gagner la Masters Cup en battant tous ses adversaires pour s'adjuger son septième titre de la saison. Il finit l'année à la deuxième place mondiale derrière Andy Roddick.

### 2004 - 2007: sur le toit du tennis mondial

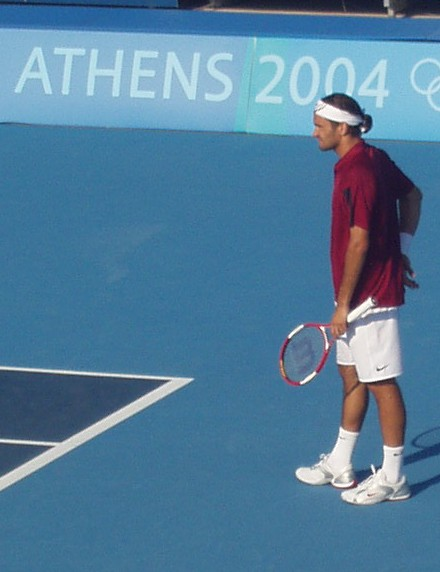
Roger Federer aux Jeux olympiques d'Athènes en 2004.

#### 2004: onze titres et1erPetitChelem
L'année 2004 marque le début du règne de Federer sur le tennis mondial. Grâce à ses victoires à l'Open d'Australie, à Wimbledon et à l'US Open, obtenues en battant respectivement Marat Safin, Andy Roddick et Lleyton Hewitt en finale, le Suisse devient le premier joueur à réaliser le Petit Chelem depuis Mats Wilander en 1988. Il réussit également à s'adjuger la première place mondiale le 2 février 2004 et à la conserver tout au long de l'année. Lors du Masters de Miami où il arrive favori après sa victoire à Indian Wells, il est éliminé à la surprise générale par un jeune espagnol de 17 ans, Rafael Nadal. C'est le premier épisode d'une longue rivalité entre les deux joueurs. Sa défaite au deuxième tour du Masters de Rome, celle au troisième tour de Roland-Garros face à Gustavo Kuerten, triple vainqueur de l'épreuve, et surtout dès le second tour du tournoi olympique contre Tomáš Berdych, constitueront ses trois seules autres contre-performances. Une victoire au Masters face à Lleyton Hewitt ponctue une saison exceptionnelle, où Federer aura obtenu onze titres dont trois Masters Series et autant de titres du Grand Chelem.

#### 2005: onze titres dont Wimbledon et l'US Open

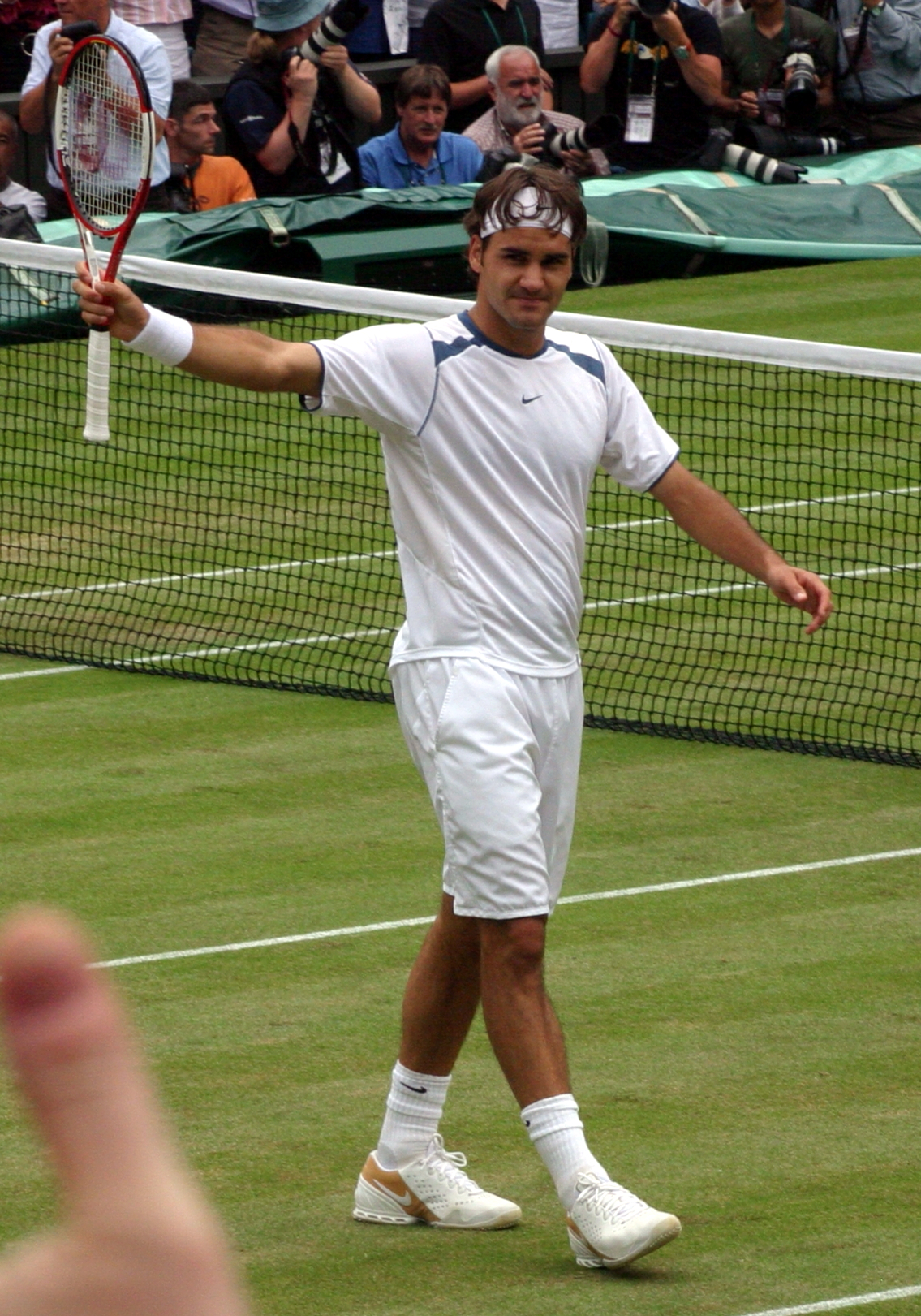
Roger Federer à Wimbledon en 2005.

L'année suivante, le Suisse continue d'asseoir sa domination sur le circuit ATP. S'il subit deux défaites en demi-finale de Grand Chelem à l'Open d'Australie face à Marat Safin et à Roland-Garros face à Rafael Nadal, il réussit à s'imposer à Wimbledon pour la troisième fois consécutive en battant une fois encore Andy Roddick, et à l'US Open en venant à bout d'Andre Agassi. À la Masters Cup, il est défait par David Nalbandian, échec qui met fin à une série de vingt-quatre victoires consécutives en finale. Federer remporte au total onze tournois (dont un doublé à Halle avec son compatriote Yves Allegro), comme en 2004, dont quatre Masters Series et deux tournois du Grand Chelem. Il reste une nouvelle fois numéro un mondial toute l'année, en ne subissant en tout que quatre défaites (soit 95,3 % de victoires).

#### 2006: meilleure saison avec 12 titres, 4 finales et un2ePetit Chelem

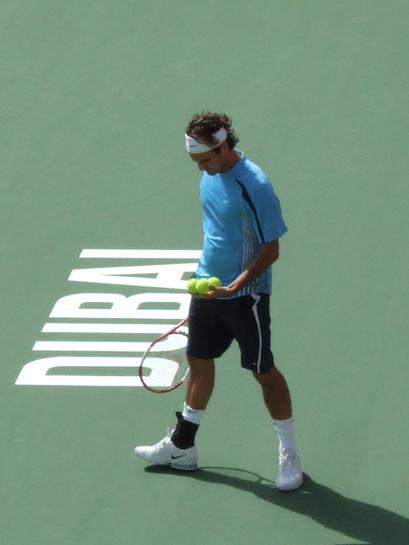
Roger Federer à l'Open de Dubaï en 2006.

L'apogée de cette suprématie arrive en 2006, saison qui est la meilleure de la carrière de Federer. Comme en 2004, il réalise le petit Chelem en s'imposant à l'Open d'Australie face à Márcos Baghdatís, à l'US Open face à Andy Roddick et à Wimbledon face à Rafael Nadal. Il passe à une victoire près du Grand Chelem calendaire en échouant en finale de Roland-Garros, battu par l'Espagnol. Le Suisse réussit en tout une année presque parfaite avec douze titres (dont trois Grand Chelem, la Masters Cup et quatre Masters Series) et quatre finales en dix-sept tournois disputés. Il n'a perdu que cinq rencontres, dont quatre face à Nadal, qui est le seul à contester sa suprématie. Une nouvelle victoire à la Masters Cup face à James Blake ponctue une saison où de nombreux records sont tombés (notamment le total de gains en tournois sur une saison, le nombre de semaines consécutives à la première place mondiale, le nombre de points ATP, l'avance sur le second au classement, premier joueur à réaliser deux petits Chelems dans l'ère Open, premier joueur à remporter plus de dix tournois trois années consécutives) et où Federer s'est imposé aux côtés des plus grands de l'histoire du tennis.

#### 2007:3ePetitChelem et5eWimbledon consécutif

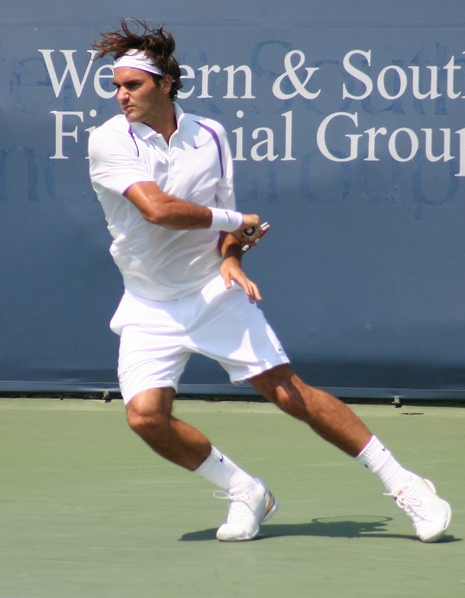
Roger Federer au Masters de Cincinnati en 2007.

La saison 2007, bien que marquée par quelques « passages à vide », est conforme en beaucoup de points à celle de 2006. En effet, Federer y réalise une fois encore le petit Chelem, en décrochant l'Open d'Australie (sans perdre un set du tournoi, et en dominant en finale Fernando González), l'US Open (face à Novak Djokovic) et Wimbledon (face à Rafael Nadal) pour la cinquième fois consécutive au terme d'un match d'une intensité incroyable, égalant ainsi le record de Björn Borg. En outre, il s'incline à nouveau en finale de Roland-Garros face à son rival espagnol. Sur les seize tournois auxquels il participe, le Suisse n'en remporte que huit (c'est la première fois qu'il en gagne « aussi peu » depuis 2003) dont deux Masters Series. Comme en 2006, il termine son année sur une victoire à la Masters Cup, cette fois-ci face à David Ferrer. Federer achève ainsi une saison qui l'a vu subir neuf défaites en tout (soit autant que celles de 2005 et 2006 réunies) mais où il a su se concentrer sur les événements importants pour porter à douze son palmarès en Grands Chelems, se rapprochant à grands pas du record de quatorze tournois du Grand Chelem remportés détenu par Pete Sampras.

### 2008 - 2012: le temps des records

#### 2008: perte de la place deno1mondial,5eUS Open consécutif et titre olympique en double

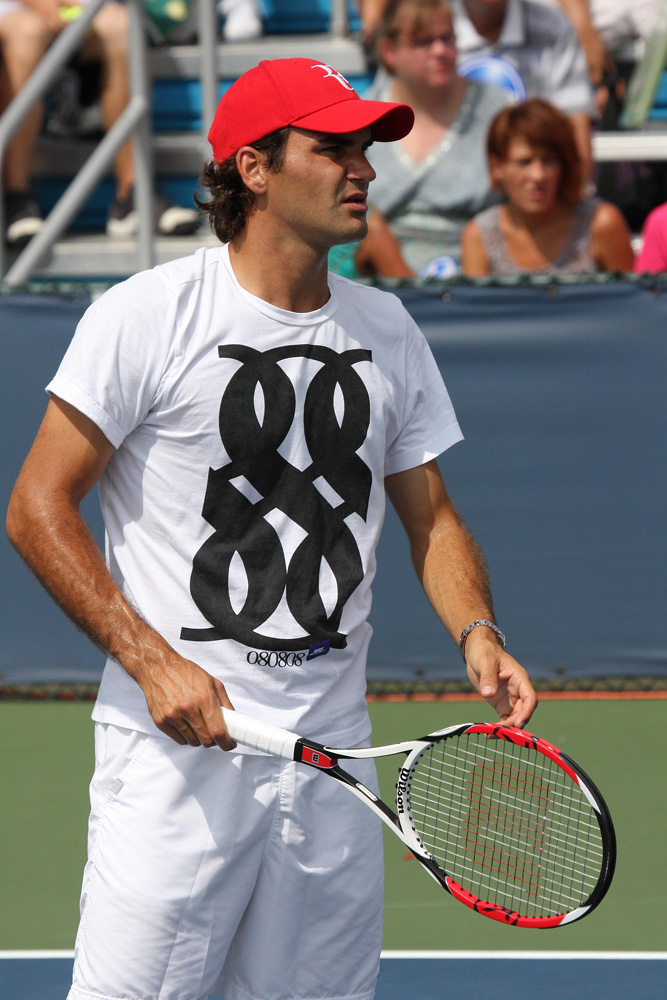
Au Masters de Cincinnati en 2008.

La saison 2008 marque avant tout la fin du règne sans partage de Roger Federer sur le tennis mondial. Après 237 semaines consécutives à la première place (record absolu), il cède son trône à Rafael Nadal à l'issue des Jeux olympiques de Pékin. Durant cette année, il n'a pas réussi à conserver l'essentiel de ses points de l'année précédente, échouant notamment en demi-finales de l'Open d'Australie contre Novak Djokovic. À Roland-Garros, il perd pour la troisième année consécutive en finale face au même adversaire, Rafael Nadal (1-6, 3-6, 0-6) au cours d'une terrible défaite de 1 h 48 min, la pire en finale de Grand Chelem pour le Suisse,. Il cède son titre en finale de Wimbledon contre Nadal au terme d'un match épique. Federer ne remporte également aucun Masters Series pour un total de quatre titres, son plus faible total depuis 2002. Cependant, Federer a réussi quelques performances marquantes au cours de l'année. Il remporte notamment pour la cinquième fois consécutive l'US Open (un record) en battant Andy Murray en finale (6-2, 7-5, 6-2) et s'adjuge ainsi son premier et unique titre du Grand Chelem de l'année. Cette victoire lui permet de remporter son 13e titre du Grand Chelem et de se placer à une levée du record de Pete Sampras (14). À l'occasion du Masters de Madrid, Federer bat également le record de gains en carrière de l'Américain Pete Sampras et devient ainsi le joueur le mieux payé de l'histoire du tennis.

#### 2009: Grand Chelem en carrière et record de titres en Grand Chelem

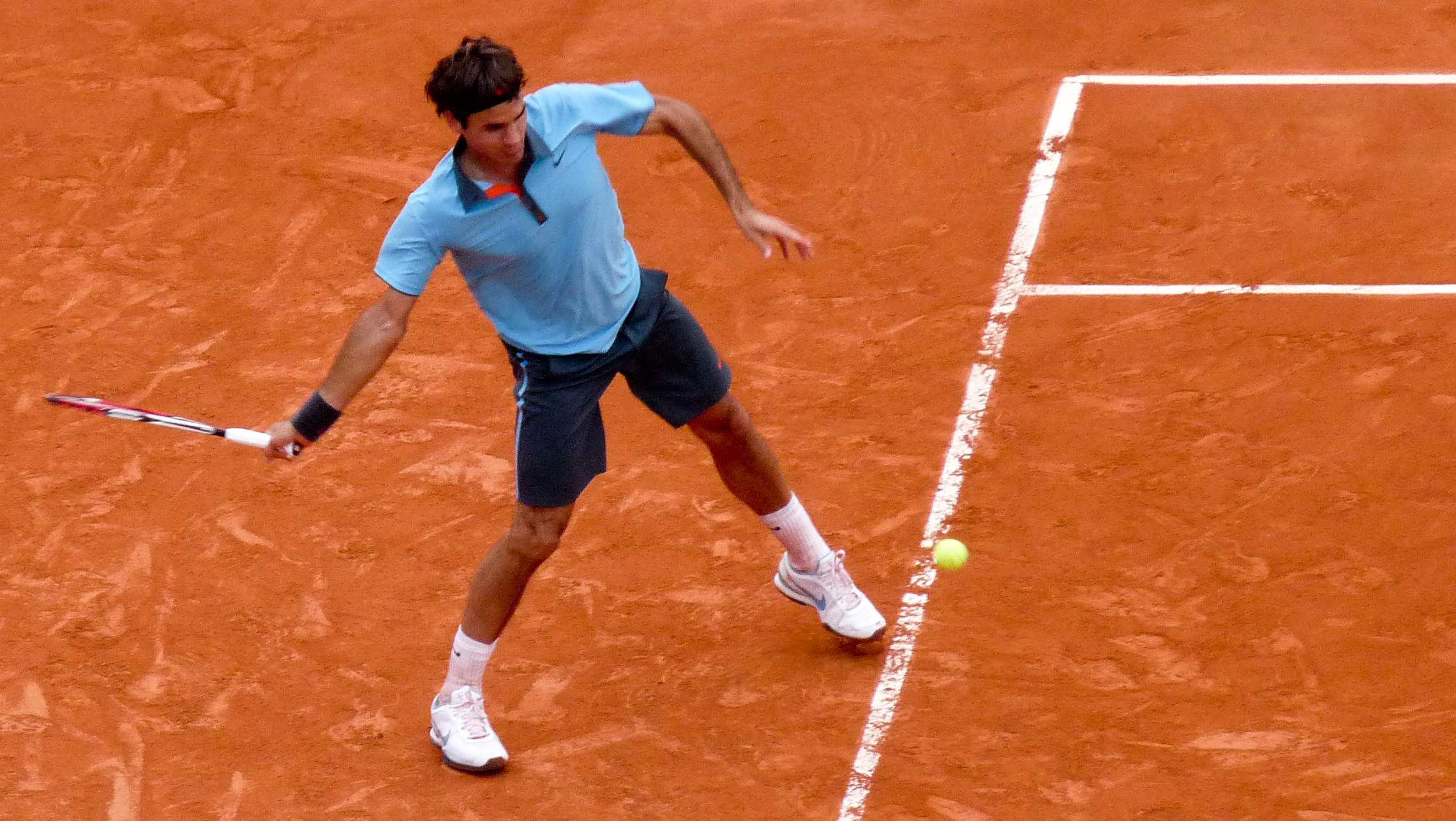
Federer remporte le tournoi de Roland-Garros 2009 et réalise le Grand Chelem en carrière.

L'année 2009 marque un retour de Federer à la place de numéro 1 mondial, perdue la saison précédente. Malgré la déception en début de saison avec une défaite contre Nadal en finale de l'Open d'Australie dans un match très disputé en cinq sets, Roger Federer remporte pour la première fois Roland Garros après 3 finales consécutives. En finale, il affronte Söderling, et, avec une victoire en trois sets, il remporte enfin la Coupe des Mousquetaires et le Grand Chelem en carrière. Cette victoire le place également à égalité avec Pete Sampras pour le plus grand nombre de titres du Grand Chelem en simple,. Quelques semaines plus tard, il réalise un nouvel exploit en remportant une sixième fois le tournoi de Wimbledon où Andy Roddick pousse Federer dans un cinquième set record — le plus long d'une finale de Grand Chelem —, que Federer remporte 16-14 pour fêter son 15e titre en simple du Grand Chelem, battant ainsi le record de Pete Sampras,. À l'US Open, il bat Djokovic, pour la troisième année consécutive, en demi-finales. Sur l'avant-dernier point du match contre Djokovic, il frappe ce que beaucoup considèrent comme le plus grand coup de sa carrière, un tweener gagnant, pour obtenir des balles de match. Federer est battu par Del Potro en finale, bien qu'il mène d'abord deux sets à un et qu'il soit passé à deux points du titre dans le quatrième set. Les titres remportés et le record de victoires sur le Grand Chelem font que la saison 2009 est peut-être la plus importante de la carrière de Federer sur le plan historique. Federer termine la saison en tant que no 1 pour la cinquième fois de sa carrière.

#### 2010:16etitreen Grand Chelem et5eMasters Cup

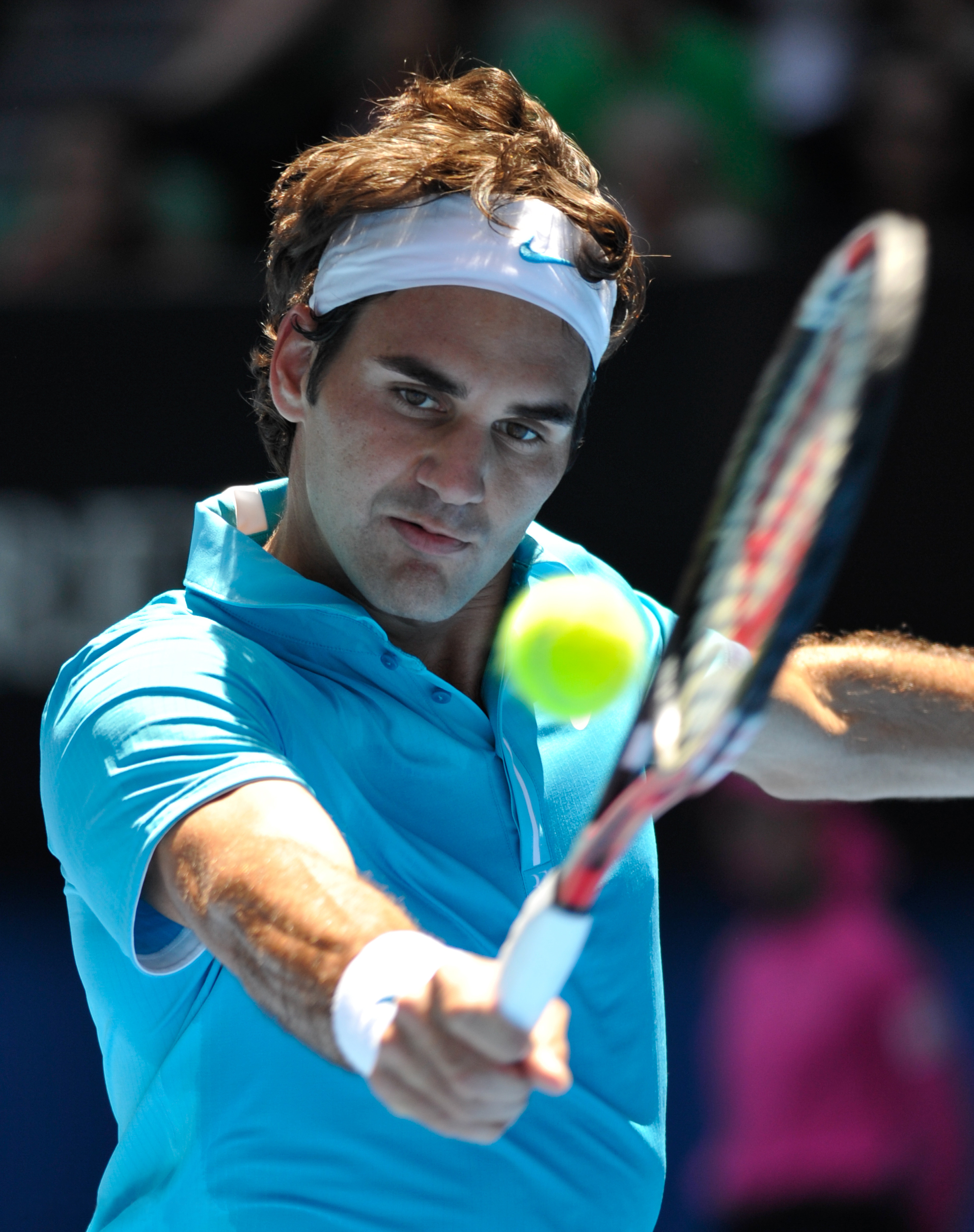
Roger Federer à l'Open d'Australie en 2010.

L'année 2010 de Federer commence par un 16e sacre en Grand Chelem à l'Open d'Australie, creusant un peu plus le record de 14 titres établi par Pete Sampras. Tenant du titre, Roger Federer fait partie des grands favoris de Roland Garros. Après un bon début de tournoi, il retrouve Robin Soderling en quart de finale pour un remake de la finale de l'an passé. Le Suisse est alors éliminé à la surprise générale après avoir notamment loupé une balle de 3e set (6-3, 3-6, 5-7, 4-6). Cette défaite met fin à une série de 23 demi-finales consécutives en Grand Chelem. Il n'avait jamais perdu aussi tôt depuis Roland Garros 2004. Cette contre-performance combiné à la victoire de Rafael Nadal fait perdre au Suisse sa place de numéro 1 mondial. À Wimbledon, Federer est éliminé en quart de finale par Thomas Berdych (4-6, 6-3, 1-6, 4-6) après 7 finales consécutives dans le grand chelem londonien. Cette élimination prématurée fait chuter le Suisse à la 3e place mondiale, son plus mauvais classement depuis 2003. Durant l'été, Roger Federer décide d'engager Paul Annacone, qui avait entraîné Pete Sampras, comme entraîneur. À l'US Open, Roger Federer se hisse en demi-finale sans perdre le moindre set. Il retrouve alors Novak Djokovic pour la 4e fois de suite à New York et s'incline en cinq sets après avoir loupé deux balles de matchs dans le set décisif (7-5, 1-6, 7-5, 2-6, 5-7), mettant ainsi fin à une série de 6 finales consécutives à Flushing Meadows. Le Suisse va ensuite survoler la Masters Cup en se hissant en finale sans perdre un seul set. Il retrouve alors Rafael Nadal pour un duel au sommet. Il remporte finalement la 5e Masters Cup de sa carrière (6-3, 3-6, 6-1), égalant ainsi le record d'Ivan Lendl et Pete Sampras. Roger Federer finit l'année à la 2e place mondiale avec 5 titres.

#### 2011: début de saison difficile, finale à Roland-Garros et record de titres au Masters

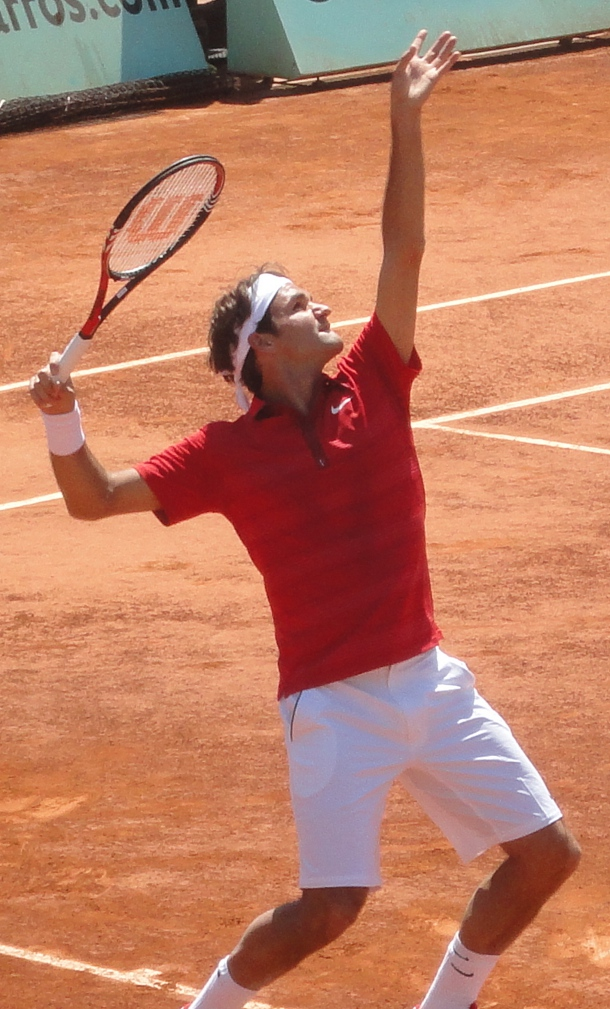
Roger Federer à Roland-Garros en 2011.

Pour beaucoup, cette année 2011, la première sans nouveau titre du Grand Chelem depuis 2002, est l'année du déclin, malgré quelques belles performances à Roland-Garros et en fin d'année. Après une demi-finale à l'Open d'Australie, Roger Federer va réaliser un incroyable parcours à Roland-Garros, malgré son rang d'outsider. Jouant un tennis de rêve, il retrouve Novak Djokovic en demi-finale sans avoir perdu le moindre set. Federer va alors mettre fin à la série de 43 victoires consécutives du Serbe au terme d'un match époustouflant. Le Suisse va ensuite s'incliner pour la 4e fois de sa carrière en finale de Roland-Garros face à son bourreau Rafael Nadal, pourtant pas au mieux de sa forme. Fatigué par cette éprouvante quinzaine, Federer décide de faire l'impasse sur le tournoi de Halle et arrive à Wimbledon sans préparation. Alors qu'il mène 2 sets à 0 en quart de finale face à Jo-Wilfried Tsonga, le Français parvient à retourner la situation et le Suisse s'incline finalement. C'est la première fois en 178 matchs que Federer perd un match de Grand Chelem après avoir mené 2 manches à rien et la première fois tout tournoi confondu depuis 6 ans. À l'US Open, Federer atteint les demi-finale sans trop de problème, prenant notamment sa revanche sur Jo-Wilfried Tsonga. En demi-finale, alors qu'il mène 2 sets à 0 face à Novak Djokovic et qu'il semble sur le point de renouveler l'exploit de Roland-Garros, le Suisse revit le même scénario catastrophe que l'an dernier puisqu'il finit par s'incliner, non sans avoir loupé 2 balles de match sur son service dans la dernière manche. Après cela, Roger Federer va réaliser une magnifique saison indoor. Après avoir remporté son 5e titre à Bâle, il remporte le Masters de Paris-Bercy et le 6e Masters de sa carrière, un record. Federer finit l'année à la 3e place mondiale, son plus mauvais classement depuis 2002.

#### 2012:7eWimbledon, vice-champion olympique en simple et record de semaines à la place deno1mondial

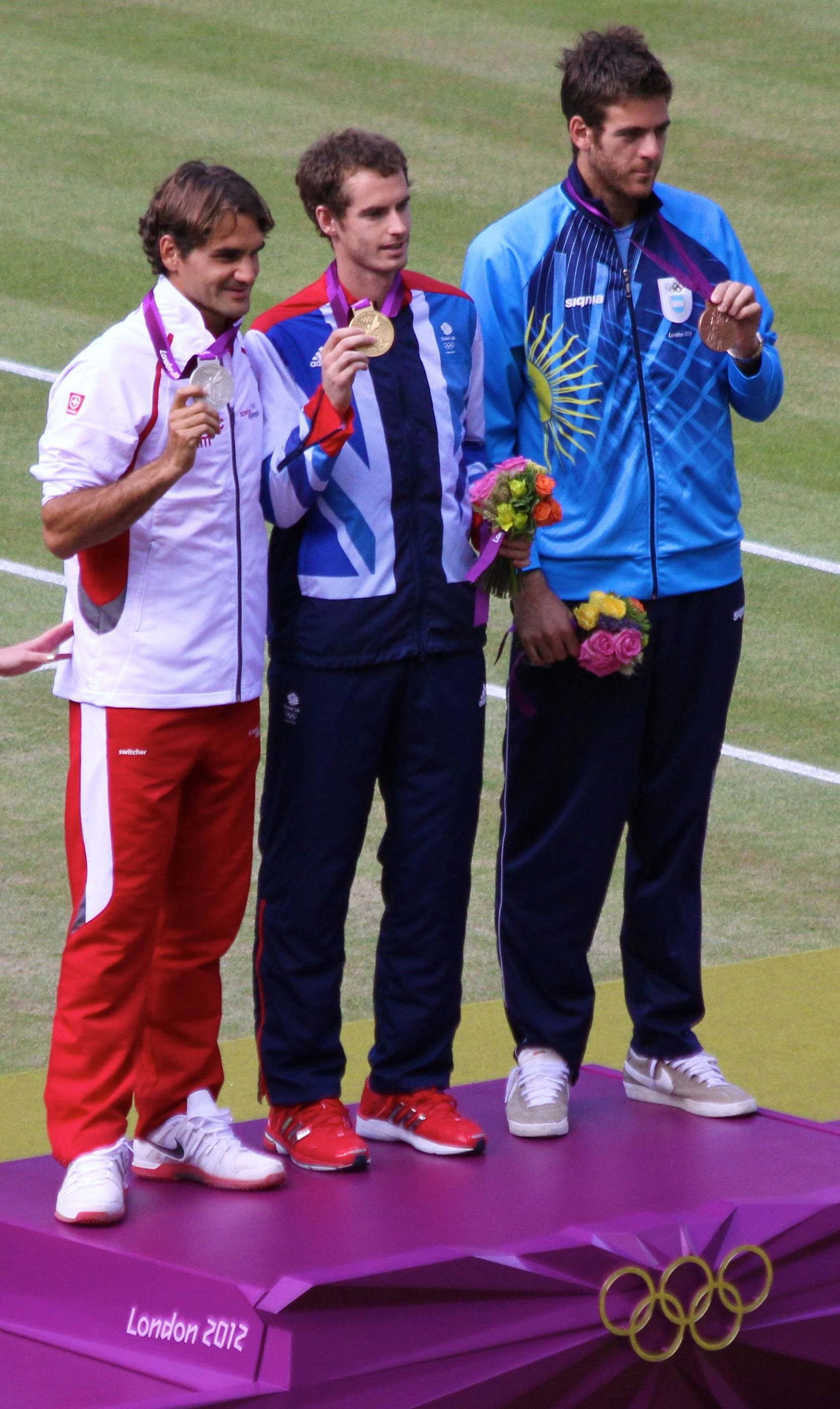
Roger Federer aux Jeux olympiques de 2012, au côté de Andy Murray, médaille d'or.

La saison 2012 de Roger Federer commence mal avec une blessure au dos. Cette blessure ne l'empêche pas d'évoluer à un très bon niveau de jeu à l'Open d'Australie (il bat Juan Martin Del Potro en quart de finale au cours de son 1000e match ATP) avant de finalement s'incliner en demi-finale contre Rafael Nadal. À Roland-Garros, il s'incline en demi-finale contre Novak Djokovic. À Wimbledon et malgré des douleurs au dos pendant le tournoi, Federer parvient à sortir en demi-finale Novak Djokovic, alors tenant du titre et numéro 1 mondial. En finale, il bat Andy Murray devant son public et remporte ainsi son 17e titre en Grand Chelem et son 7e titre à Wimbledon, égalant ainsi le record de Pete Sampras dans ce tournoi. Cette victoire lui permet de récupérer la place de numéro 1 mondial, pour la première fois depuis juin 2010, et de battre ainsi le record de 286 semaines passés à la tête du classement ATP de Pete Sampras. Roger Federer fait ensuite son retour à Wimbledon pour disputer les Jeux Olympiques de Londres, ses quatrièmes, et tenter de remporter le dernier titre majeur manquant à son palmarès. Après une demi-finale d'anthologie face à Juan Martin Del Potro d'une durée de 4 h 26 (le plus long match de l'histoire en 2 sets gagnants) remportée sur le score de 3-6, 7-6, 19-17, le Suisse, fatigué, s'incline lourdement en finale face à Andy Murray et quitte Londres avec une médaille d'argent. Le Suisse arrive à l'US Open en tant que grand favori. Pourtant, Federer s'incline en quart de finale contre Thomas Berdych. Au Masters, il se hisse en finale malgré une défaite en poule. Malgré de nombreuses opportunités (dont 2 balles de 2e manche), il plie sous les coups de Novak Djokovic en finale dans l'un des plus beaux matchs de la saison. Roger Federer finit la saison à la 2e place mondiale avec 6 titres dont un 7e titre à Wimbledon et 3 Masters 1000. Il est devenu le joueur ayant passé le plus de temps au sommet du classement ATP avec 302 semaines en tant que numéro 1 mondial.

### 2013 - 2016: les années sans titre majeur

#### 2013: sortie du top 5

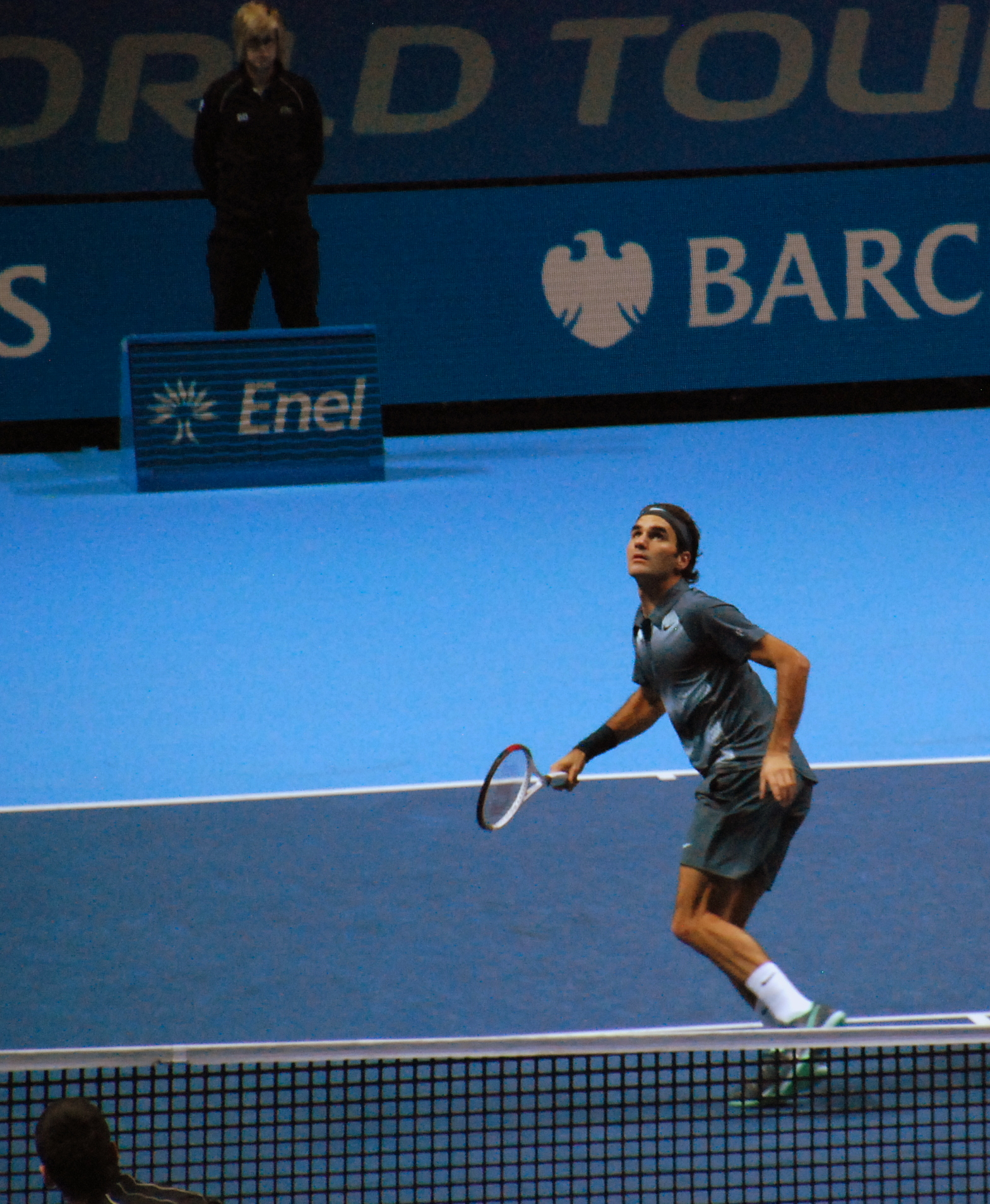
Roger Federer aux Masters en 2013.

L'année 2013 est marquée par une absence de titre majeur, qui marque la fin de 11 saisons consécutives à en gagner au moins un. Pour la première fois depuis 2008, Roger Federer commence sa saison à l'Open d’Australie, sans avoir disputé de tournoi de préparation. En demi-finale, il retrouve Andy Murray et s’incline pour la première fois en Grand Chelem face à l'Écossais au terme d’un très beau combat. Blessé au dos, le Suisse décide de prendre une grosse pause et s’éloigne des courts pendant 2 mois, renonçant à disputer les Masters de Miami et Monte-Carlo. Il se rend alors à Roland-Garros sans avoir remporté le moindre titre depuis le début de la saison, pour la première fois depuis plus de 10 ans. En quart de finale, il s’incline lourdement face à Jo-Wilfried Tsonga. Au tournoi de Halle, il débloque enfin son compteur et domine Mikhail Youznhy en finale (6-7, 6-3, 6-4) pour remporter son 77e titre en carrière. Mais à Wimbledon, il s’incline à la surprise générale dès le 2e tour face à Sergiy Stakhovsky. Cette défaite met fin à une série de 36 quarts de finale consécutifs en Grand Chelem et de dix quarts de finale consécutifs à Wimbledon. Numéro 7 mondial à l’US Open, il réalise une nouvelle contre-performance en s'inclinant dès les huitièmes de finale face à Tommy Robredo, contre qui il ne s’était pourtant jamais incliné en 10 confrontations. Il se qualifie pour les ATP World Tour Finals pour la 12e année consécutive et s’incline en demi-finale face à Nadal. Roger Federer finit la saison 2013 à la 6e place mondiale, son pire classement depuis 2002. Il n’a remporté qu’un seul titre (pire bilan depuis 2001) et n’a disputé aucune finale de Grand Chelem pour la première fois depuis 2002.

#### 2014: retour à la2eplacemondiale et victoire en Coupe Davis
L'année 2014 marque un retour vers de belles performances, notamment en atteignant des finales dans les tournois majeurs et en réintégrant le Top 2. Cette année est marquée aussi par une nouvelle collaboration, celle de Stefan Edberg, idole d'enfance de Federer, comme entraineur. Cette influence offensive de son nouveau coach Stefan Edberg se fait sentir et Federer remporte 2 très belles victoires en huitièmes de finale face à Jo-Wilfried Tsonga et en quart contre Andy Murray de l'Open d'Australie. Pour sa 11e demi-finale consécutive à Melbourne, il est largement dominé par Rafael Nadal. Roger Federer est décisif lors du quart de finale de Coupe Davis qui oppose la Suisse au Kazakhstan, puisqu’il remporte ses deux simples, dont celui de la victoire. C’est la première qualification de la Suisse pour la finale depuis 2003. À Roland-Garros, il déçoit puisqu’il est battu dès les huitièmes de finale par Ernest Gulbis après avoir loupé deux balles de 2 sets à 0. À Wimbledon, le Suisse réalise un parcours sans faute jusqu’à la finale. Pour sa 9e finale sur le gazon londonien, il affronte Novak Djokovic. Au cours d’un match splendide, il parvient à arracher une 5e manche en sauvant une balle de match et en débreakant 2 fois, avant de s’incliner dans la manche décisive. Fort d'un succès au Master de Cincinnati et en l’absence de Rafael Nadal, Roger Federer fait office de favori de l’US Open 2014. Il est cependant battu en 3 sets et 1h45 par Marin Čilić. Pour la 2e année consécutive, le Suisse ne remporte aucun nouveau titre du grand Chelem. 

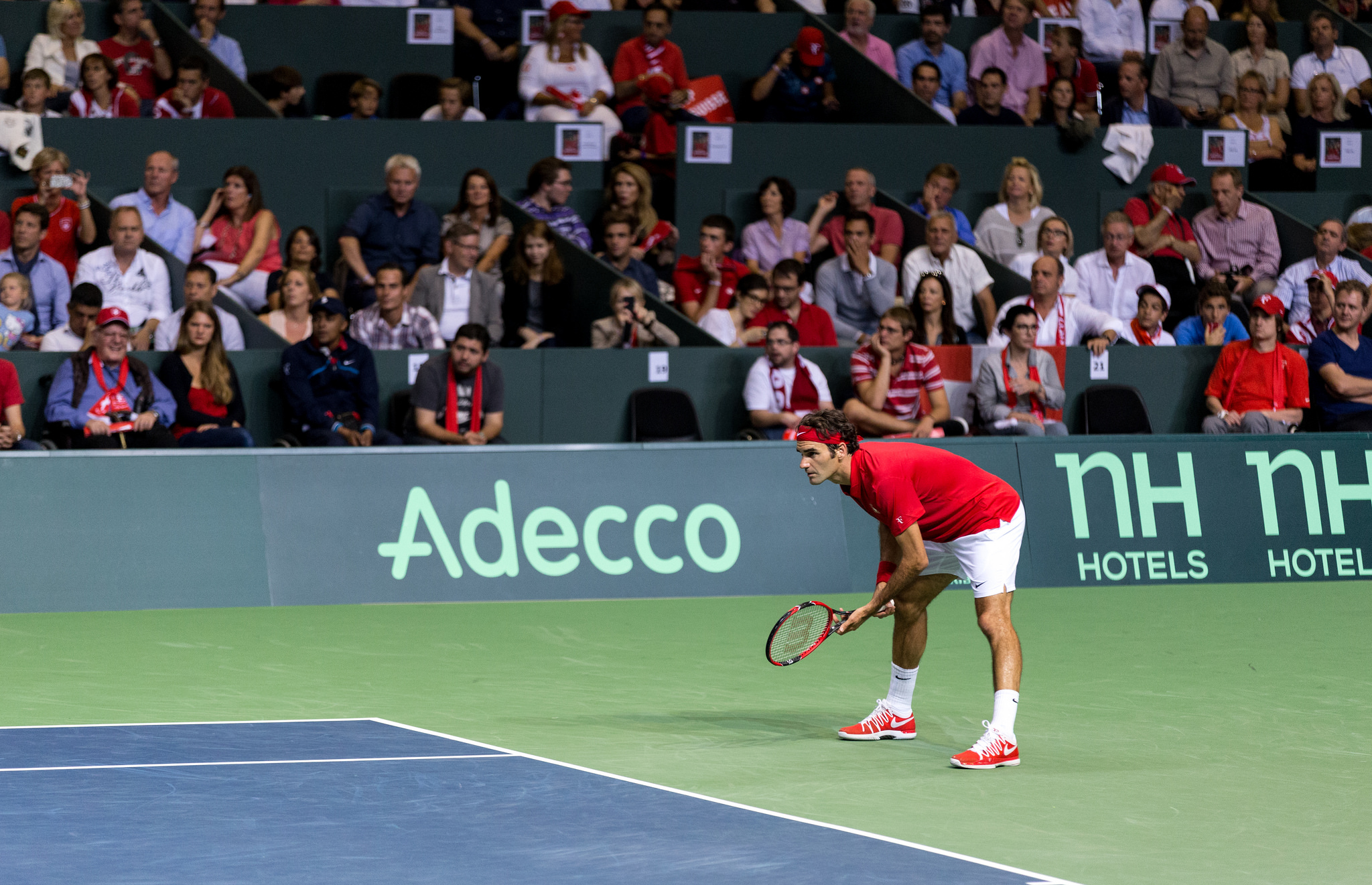
Federer contre Fognini durant la Coupe Davis 2014.

 En fin de saison, à Genève, Federer remporte ses deux simples et offre la victoire à la Suisse face à l'Italie en demi-finale de la Coupe Davis. Les Helvètes se qualifient pour la finale du tournoi par équipes pour la première fois depuis 1992. Qualifié pour les Masters de fin d'année pour la 13e fois consécutive, il se qualifie pour la finale en sauvant 4 balles de matchs au terme d'un duel épique contre son compatriote Stanislas Wawrinka, rencontre qui sera élu match de la saison ATP (hors Grand Chelem). Contre toute attente, le Suisse déclare forfait quelques heures avant la finale contre Djokovic pour une blessure au dos. C'est seulement la 3e fois de sa carrière qu'il déclare forfait avant un match. À la suite de ce forfait, Federer est très incertain en vue de sa première finale de Coupe Davis. Il décide finalement de jouer et remporte le point décisif le dimanche face à Richard Gasquet. Il remporte ainsi sa première Coupe Davis, l'un des derniers grands titres qui manquait à son palmarès.

#### 2015:1000evictoire en carrière et finales à Wimbledon, à l'US Open et au Masters

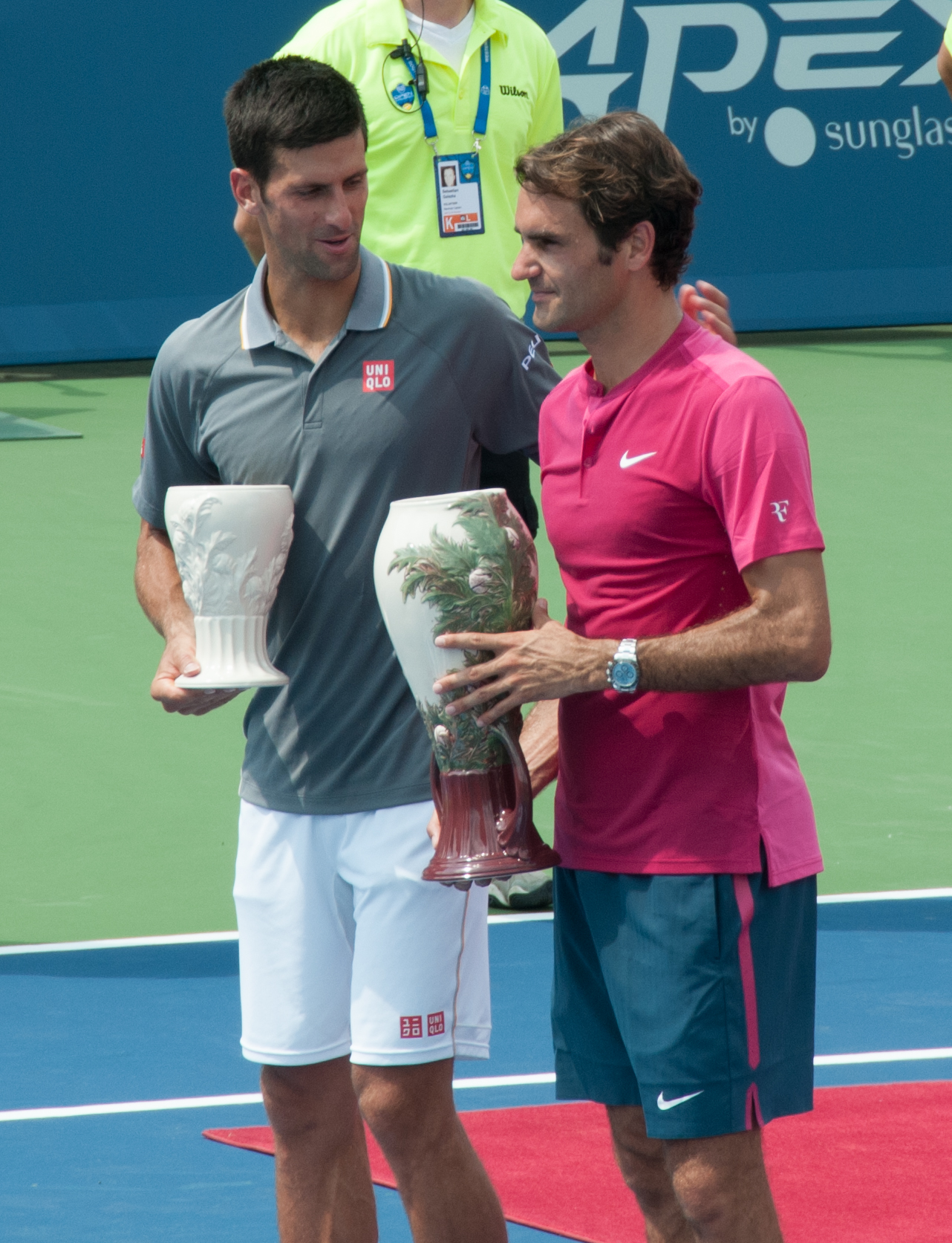
Roger Federer avec le trophée après sa victoire à Cincinnati en 2015.

Roger Federer commence la saison 2015 par un titre à Brisbane, son 1er dans la ville. Il bat en finale Milos Raonic, remportant ainsi sa 1000e victoire sur le circuit ATP. Il est le 3e joueur après Jimmy Connors et Ivan Lendl à atteindre ce cap. À l’Open d’Australie, contre toute attente, il s’incline dès le 3e tour face à Andreas Seppi. C’est sa première défaite en 11 confrontations face à l’Italien et son plus mauvais résultat en Australie depuis 2001. À Roland-Garros, il arrive en quart de finale sans trop de difficulté mais s’incline lourdement contre son compatriote Stanislas Wawrinka. À Wimbledon, il fait toujours partie des favoris. En demi-finale, il domine Andy Murray au terme d’une superbe performance mais comme l’année précédente, il s’incline en finale contre Novak Djokovic. À l’US Open, il se hisse en finale pour la 7e fois de sa carrière, sans perdre le moindre set. Il s’incline en finale contre Djokovic. C’est la 3e fois consécutif que le Serbe l’empêche de remporter son 18e Grand Chelem. Pour sa 14e participation consécutive au Masters, Federer remporte tous ses matchs de poule, battant notamment Djokovic, pourtant invaincu en indoor depuis 2012. Mais le Serbe prend sa revanche en finale. Federer finit l’année à la 3e place mondiale et 6 nouveaux titres à son palmarès, mais aucune victoire dans les tournois majeurs. Durant l'entre saison, Roger Federer annonce la fin de sa collaboration avec Stefan Edberg, après deux ans de travail en commun. Il engage le Croate Ivan Ljubičić pour compléter son staff technique.

#### 2016: fin de saison prématurée et sortie du top 10

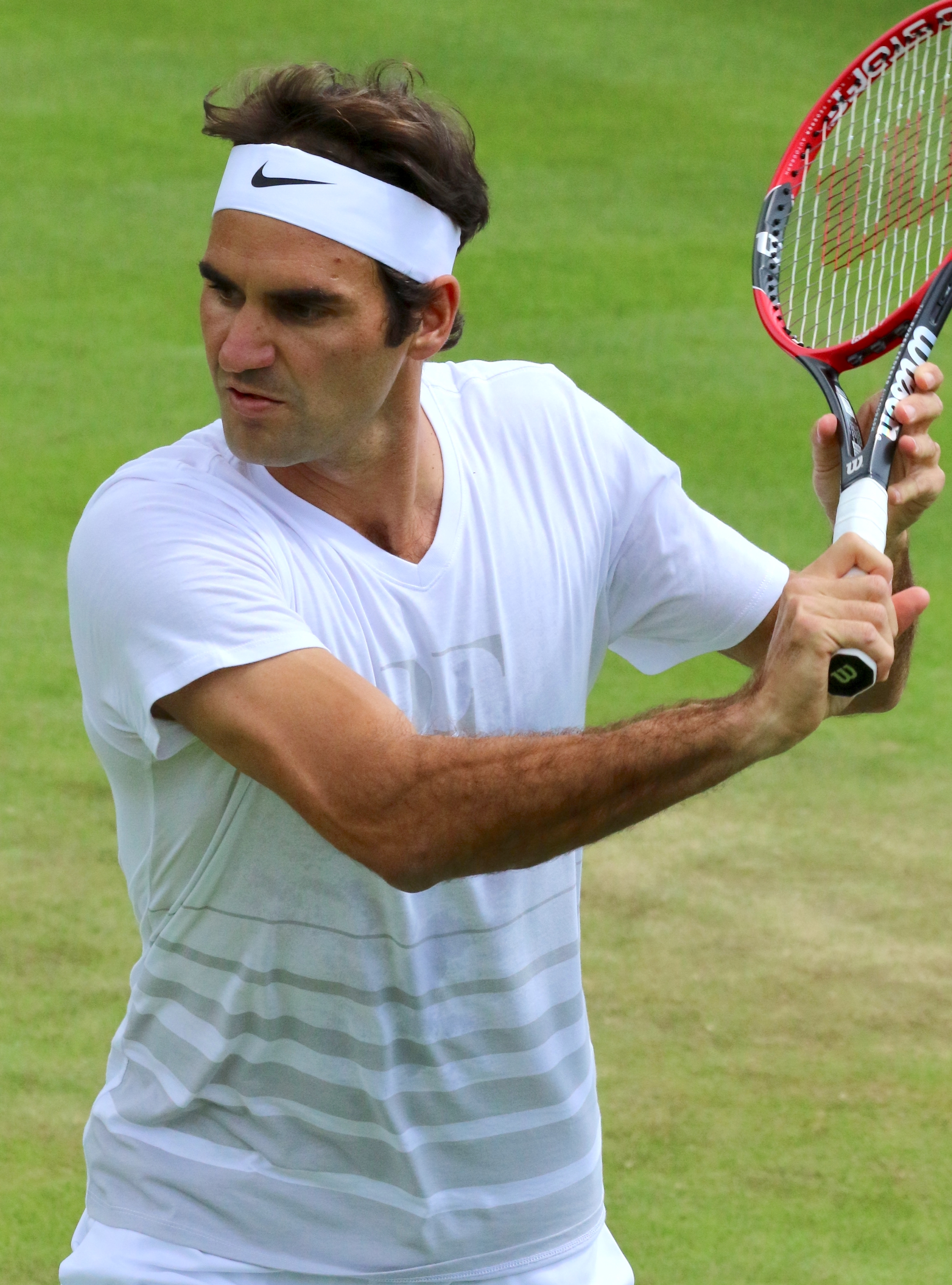
Federer au tournoi de Wimbledon 2016.

L'année 2016 prend la forme d'une saison incomplète pour Federer, une année sans participer à tous les Grands Chelems, une première depuis 2000. À l’Open d’Australie, il se hisse en demi-finale pour la 12e fois de sa carrière sans trop de difficultés. Mais il est battu par le numéro 1 mondial Novak Djokovic pour la 4e fois consécutive en Grand Chelem. Federer doit alors subir une opération du genou en raison d’une blessure. C’est la première opération de sa carrière. Il renonce donc aux tournois de Rotterdam, Dubaï, Indian Wells et Miami. Il fait son retour au tournoi de Monte-Carlo où il s’incline sur le fil en quart de finale face à Jo-Wilfried Tsonga. C’est ensuite une blessure au dos qui le fait renoncer au tournoi de Madrid. Diminué, il s’incline dès les huitièmes de finale à Rome face au jeune Dominic Thiem. Il décide alors de ne pas participer à Roland-Garros, mettant fin à une série record de 65 participations consécutives en Grand Chelem. À Wimbledon, il perd en demi-finale contre Milos Raonic après avoir dominé la majeure partie du match. Insuffisamment remis de sa blessure au genou du début de saison, il décide de mettre fin à sa saison. Il renonce ainsi aux Jeux Olympiques de Rio et à l’US Open. Il termine l’année à la 16e place mondiale, sa pire saison depuis 2001, mettant ainsi fin à 14 ans de présence dans le top 10.

### 2017 - 2019: retour vers les sommets

#### 2017: deux titres en Grand Chelem etno2mondial
L'année 2017 marque le retour au sommet de Federer dans les tournois du Grand Chelem après 4 saisons de disette et 6 mois hors des courts pour faire de la rééducation. À l'Open d'Australie, Federer se qualifie pour sa 28e finale en Grand Chelem, la 6e à Melbourne. Il bat 3 joueurs du top 10 sur sa route : Tomáš Berdych au troisième tour, Kei Nishikori en huitièmes de finale et Stanislas Wawrinka en demi-finale. En finale, il retrouve Rafael Nadal. Au terme de 3 h 30 min d'un match tendu, le Suisse s'impose après avoir remonté un break de retard dans le 5e set. À 35 ans, il est le plus vieux vainqueur d'un tournoi majeur depuis Ken Rosewall en 1972. C'est aussi sa première victoire en Grand Chelem contre Nadal depuis 2007. Ce titre permet à Federer de retrouver le top 10 mondial. Après cette victoire à l'Open d'Australie, il remporte deux ATP Masters 1000 de suite à Indian Wells et Miami. Il ne joue pas la saison sur terre battue pour se concentrer sur le gazon. Le 16 juillet, il remporte Wimbledon en battant le Croate Marin Čilić en finale. Lors de cette quinzaine, Federer bat de nombreux records en Grand Chelem et à Wimbledon. Il devient l'unique recordman de titres à Wimbledon avec huit succès depuis 2003, et devient le plus vieux vainqueur de l'histoire de Wimbledon dans l'ère Open à 35 ans et 342 jours. Il n'a perdu aucun set durant le tournoi, ce que seul Björn Borg avait réussi à faire avant lui durant l'ère Open à Wimbledon (en 1976), et la seconde fois seulement de sa carrière après l'Open d'Australie 2007. À la suite du tournoi, il réintègre le top 3 du classement ATP en pointant au 3e rang et se qualifie pour la 15e fois pour le Masters de Londres. À l'US Open, Federer perd en quart de finale contre Juan Martín del Potro, ce qui laisse le champ libre à Rafael Nadal pour devenir numéro 1 mondial. Roger Federer finit numéro 2 mondial en participant au Masters de Londres où il perd en demi-finale contre David Goffin après une saison exceptionnelle.

#### 2018:20etitre en Grand Chelem et retour à la1replace mondiale
L'année 2018 marque une continuité de l'année 2017 et du retour de Federer au plus haut niveau. À l'Open d'Australie, il bat en cinq sets Marin Čilić pour décrocher son 20e titre du Grand Chelem,. Cette sixième victoire à l'Open d'Australie lui permet d'égaler le record jusque-là co-détenu par Novak Djokovic et Roy Emerson. C'est la première fois qu'il conserve un titre en Grand Chelem depuis l'US Open 2007 et 2008, avec un bilan, à plus de 35 ans, de trois de ces tournois gagnés en l'espace de douze mois. Le Suisse rentre un peu plus dans l'histoire en devenant le seul joueur à remporter 20 Majeurs et le 3e joueur de l'ère Open à remporter 4 titres du Grand Chelem après 30 ans, après Rod Laver et Ken Rosewall. Après sa victoire en Australie, il participe à l'ATP 500 de Rotterdam. Il s'impose et devient à l'issue du tournoi le no 1 mondial le plus âgé de l'histoire, à 36 ans, 6 mois et 11 jours, place qu'il n'avait plus occupée depuis novembre 2012. Roger Federer fait l'impasse pour la troisième année consécutive sur Roland-Garros. À Wimbledon, il s'incline en quart de finale contre Kevin Anderson qui ne l'avait jamais battu. Il remporte les 2 premiers sets pour égaler son record de 34 sets consécutifs remportés à Wimbledon, puis perd les 3 suivants après avoir eu une balle de match, le dernier set se terminant sur le score de 13-11. À l'US Open, Federer n'arrive pas comme favori et s'incline en huitième de finale contre John Millman. Après une demi-finale au Masters, il termine l'année numéro 3 mondial.

#### 2019:100etitre ATP,12efinale à Wimbledon et demi-finale à Roland-Garros

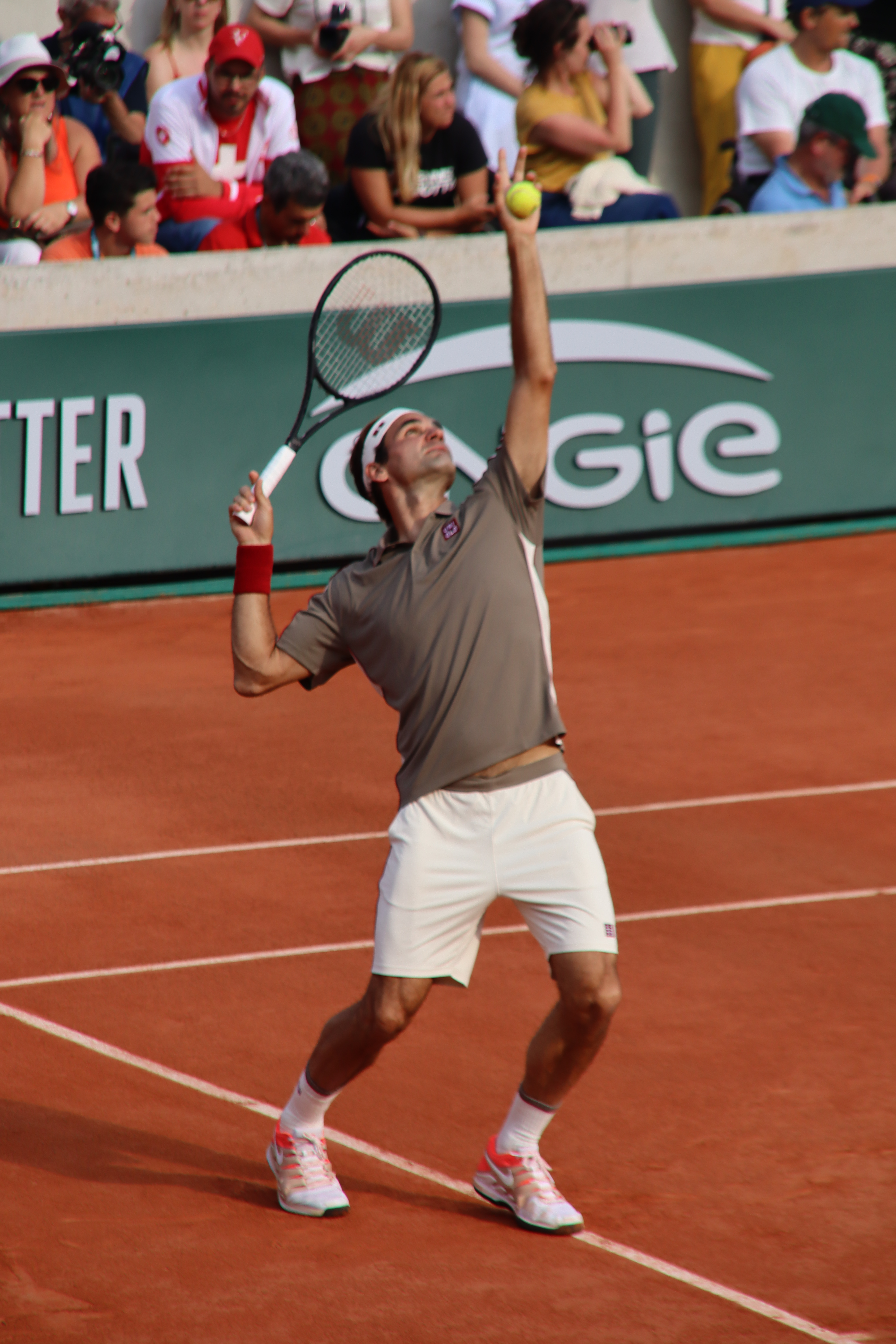
Roger Federer en quart de finale de Roland Garros le 4 juin 2019 contre Stanislas Wawrinka.

L'année 2019 marque la dernière saison de haut-niveau de Federer. Tenant du titre de l'Open d'Australie, il s'incline en huitième de finale face à Stéfanos Tsitsipás. Cette défaite a pour conséquence de le voir sortir du top 5 du classement ATP. Il annonce dans la foulée son intention de disputer Roland-Garros après 3 ans d'absence sur la terre parisienne. En février à Dubaï, il s'impose et remporte son 100e titre ATP en simple. En mai à Roland-Garros, il atteint les demi-finales où il est éliminé par Rafael Nadal. À Wimbledon, Federer se qualifie pour sa 12e finale dans le tournoi et sa 31e en Grand Chelem après un duel de haute volée face à Rafael Nadal. En finale contre Novak Djokovic, Roger Federer s'incline en cinq sets après avoir pourtant eu deux balles de match sur son service. Il s'agit du premier match de simple à appliquer le tie-break à 12-12 dans le cinquième set et de la plus longue finale du tournoi, avec 4 h 55 min (contre 4 h 48 min pour le précédent record établi lors de sa finale de 2008 contre Rafael Nadal). À l'US Open, il perd en quarts contre Grigor Dimitrov, souffrant d'une blessure au dos. Au tournoi de Bâle, il s'impose impérialement face au jeune Australien Alex de Minaur pour remporter son 10e titre à Bâle et le 103e de sa carrière. Au Masters de Londres, il perd en demi-finale contre Stéfanos Tsitsipás. Roger Federer termine sa saison à la 3e place mondiale.

### 2020 - 2022: saisons à l'écart des courts

#### 2020: 1/2 finale à l'Open d'Australie puis saison écourtée
À l'Open d'Australie, Federer affronte Tennys Sandgren en quarts de finale contre qui il sauve 7 balles de match avant de s'imposer. En demi-finale, il est éliminé par Novak Djokovic en trois sets. Le Suisse avouera en conférence de presse qu'il a longtemps hésité à disputer ce match, en raison de douleurs très insistantes. En février, il se fait opérer du genou droit et doit déclarer forfait pour les tournois de Dubaï, Indian Wells, Miami et Roland-Garros. Alors que le circuit ATP est arrêté de mi-mars à fin juillet à cause de la pandémie de Covid-19, il déclare en juin qu'il ne jouera plus en 2020 pour guérir son genou et revenir à son meilleur niveau.

#### 2021: bref retour à la compétition et blessure, 1250evictoire en carrière
Roger Federer décide de ne pas participer à l'Open d'Australie 2021, estimant ne pas être suffisamment remis après deux opérations à un genou. Le 2 février 2021, il annonce son retour à la compétition lors du tournoi de Doha qui se déroule en mars. Il affronte au premier tour Daniel Evans qu'il bat en trois sets avant de s'incliner au tour suivant face au Géorgien Nikoloz Basilashvili en 3 sets également. Il reprend sur terre battue à l'Open de Genève, où il perd d'entrée contre Pablo Andújar. Il participe ensuite à son 19e Roland-Garros où il remporte son premier tour sans problème face à l'Ouzbek Denis Istomin en trois sets (il s'agit de sa deuxième victoire cette année et de sa première sur terre battue) puis les deux tours suivants, plus accrochés, contre Marin Čilić et Dominik Köpfer ; il déclare forfait pour les huitièmes de finale, pour ménager son genou et se réserver pour Wimbledon, où il perd en quart de finale contre Hubert Hurkacz qui sera, a posteriori, le dernier joueur à avoir affronté et battu Roger Federer sur le circuit ATP. Le 13 juillet, il annonce son forfait pour les Jeux olympiques à cause d'une nouvelle blessure au genou, contractée à Wimbledon. Peu de temps après, il annonce qu'il doit subir une nouvelle opération du genou droit et, par conséquent, qu'il sera absent du circuit pendant plusieurs mois.

#### 2022: convalescence et retraite
Souffrant toujours du genou, Federer retarde son retour à la compétition en 2022, laissant entrevoir, selon certains observateurs, sa retraite prochaine. En parallèle de son absence des courts, la victoire de Rafael Nadal à l'Open d'Australie fait perdre à Roger Federer son record de victoires en Grand Chelem. Par ailleurs, jusque-là en partie gelés en raison de l'annulation du tournoi en 2020, il perd les points qui lui restaient de son titre de Miami 2019 au lendemain de l'édition 2022, menant à sa sortie du top 40 pour la première fois depuis le 5 juin 2000, avant de totalement quitter le classement ATP après Wimbledon, tandis que le vainqueur de la compétition, Novak Djokovic, le dépasse alors également en termes de tournois du Grand Chelem remportés en carrière. Le 15 septembre, il annonce via un communiqué sur les réseaux sociaux qu'il prendra sa retraite après sa participation à la Laver Cup,. Son dernier match, le 23 septembre 2022, est une rencontre de double, dans laquelle il est associé à l'un de ses plus grand rivaux, Rafael Nadal. La paire est opposée aux Américains Frances Tiafoe et Jack Sock. La rencontre se solde par une victoire des Américains, au super tie-break du troisième set. Après le match, une cérémonie est organisée afin de saluer l'immense carrière du Suisse.

## Palmarès et résultats dans les principales compétitions

### Palmarès

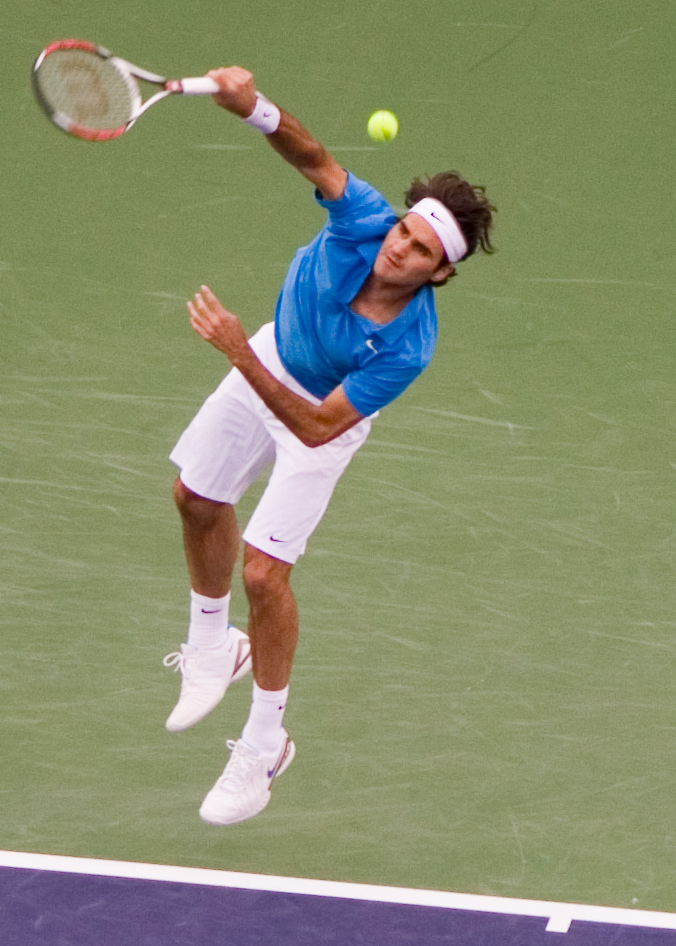
Roger Federer au Masters d'Indian Wells en 2008.

Roger Federer détient 103 titres en simple et 8 en double messieurs. C'est en 2001, lors du tournoi de Milan, qu'il obtient son premier trophée. Il a depuis gagné tous les tournois du Grand Chelem, sur cinq surfaces différentes, pour un total de vingt succès (de Wimbledon en 2003 à l'Open d'Australie en 2018). Il a réalisé trois petit Chelem (en 2004, 2006 et 2007) et le Grand Chelem en carrière. Il remporte six sacres au Masters (2003, 2004, 2006, 2007, 2010 et 2011) et détient vingt-huit Masters 1000. Il a décroché une médaille d'or en double aux Jeux olympiques de Pékin en 2008, associé à Stanislas Wawrinka, et une médaille d'argent en simple aux Jeux olympiques de Londres en 2012. Enfin, il contribue, en 2014, à la première victoire suisse en Coupe Davis, avec son compatriote Stanislas Wawrinka et décroche un des rares trophées majeurs qui lui manquait jusque-là. Il ne manque à son palmarès en simple que deux Masters 1000 sur terre battue (tournois de Monte-Carlo et de Rome) ainsi que la médaille d'or olympique. Il remporte les trois premières éditions de la Laver Cup en 2017, 2018 et 2019 ainsi que la Hopman Cup en 2001, 2018 et 2019. En 2019, il remporte son 100e tournoi ATP en simple à Dubaï.
| Catégorie       | Dur | Terre | Gazon | Synthé. | Total |
| --------------- | --- | ----- | ----- | ------- | ----- |
| Grand Chelem    | 11  | 1     | 8     | -       | 20    |
| Masters         | 6   | -     | -     | -       | 6     |
| Masters 1000    | 22  | 6     | -     | -       | 28    |
| ATP 500 Series  | 21  | 0     | 3     | 0       | 24    |
| ATP 250 Series  | 11  | 4     | 8     | 2       | 25    |
| Jeux olympiques | 0   | -     | 0     | -       | 0     |
| Total           | 71  | 11    | 19    | 2       | 103   |

| Catégorie       | Dur | Terre | Gazon | Synthé. | Total |
| --------------- | --- | ----- | ----- | ------- | ----- |
| Grand Chelem    | 3   | 4     | 4     | -       | 11    |
| Masters         | 3   | -     | -     | 1       | 4     |
| Masters 1000    | 12  | 10    | -     | -       | 22    |
| ATP 500 Series  | 6   | -     | 1     | -       | 7     |
| ATP 250 Series  | 3   | 1     | 2     | 3       | 9     |
| Jeux olympiques | -   | -     | 1     | -       | 1     |
| Total           | 27  | 15    | 8     | 4       | 54    |

#### Synthèse du parcours dans les principales compétitions
|                  | 1999         | 2000         | 2001         | 2002 | 2003 | 2004 | 2005 | 2006 | 2007 | 2008 | 2009 | 2010 | 2011 | 2012 | 2013 | 2014 | 2015 | 2016 | 2017 | 2018 | 2019 | 2020 | 2021 |
| Open d'Australie | —            | 3T           | 3T           | HF   | HF   | V    | DF   | V    | V    | DF   | F    | V    | DF   | DF   | DF   | DF   | 3T   | DF   | V    | V    | HF   | DF   | —    |
| Roland-Garros    | 1T           | HF           | QF           | 1T   | 1T   | 3T   | DF   | F    | F    | F    | V    | QF   | F    | DF   | QF   | HF   | QF   | —    | —    | —    | DF   | —    | HF   |
| Wimbledon        | 1T           | 1T           | QF           | 1T   | V    | V    | V    | V    | V    | F    | V    | QF   | QF   | V    | 2T   | F    | F    | DF   | V    | QF   | F    | An.  | QF   |
| US Open          | —            | 3T           | HF           | HF   | HF   | V    | V    | V    | V    | V    | F    | DF   | DF   | QF   | HF   | DF   | F    | —    | QF   | HF   | QF   | —    | —    |
| ATP Finals       | Non qualifié | Non qualifié | Non qualifié | DF   | V    | V    | F    | V    | V    | RR*  | DF   | V    | V    | F    | DF   | F    | F    | NQ   | DF   | DF   | DF   | —    | NQ   |
| Jeux olympiques  | N.o.         | 4e           | N.o.         | N.o. | N.o. | 2T   | N.o. | N.o. | N.o. | QF   | N.o. | N.o. | N.o. | F    | N.o. | N.o. | N.o. | —    | N.o. | N.o. | N.o. | N.o. | —    |

### Parcours dans les tournois du Grand Chelem

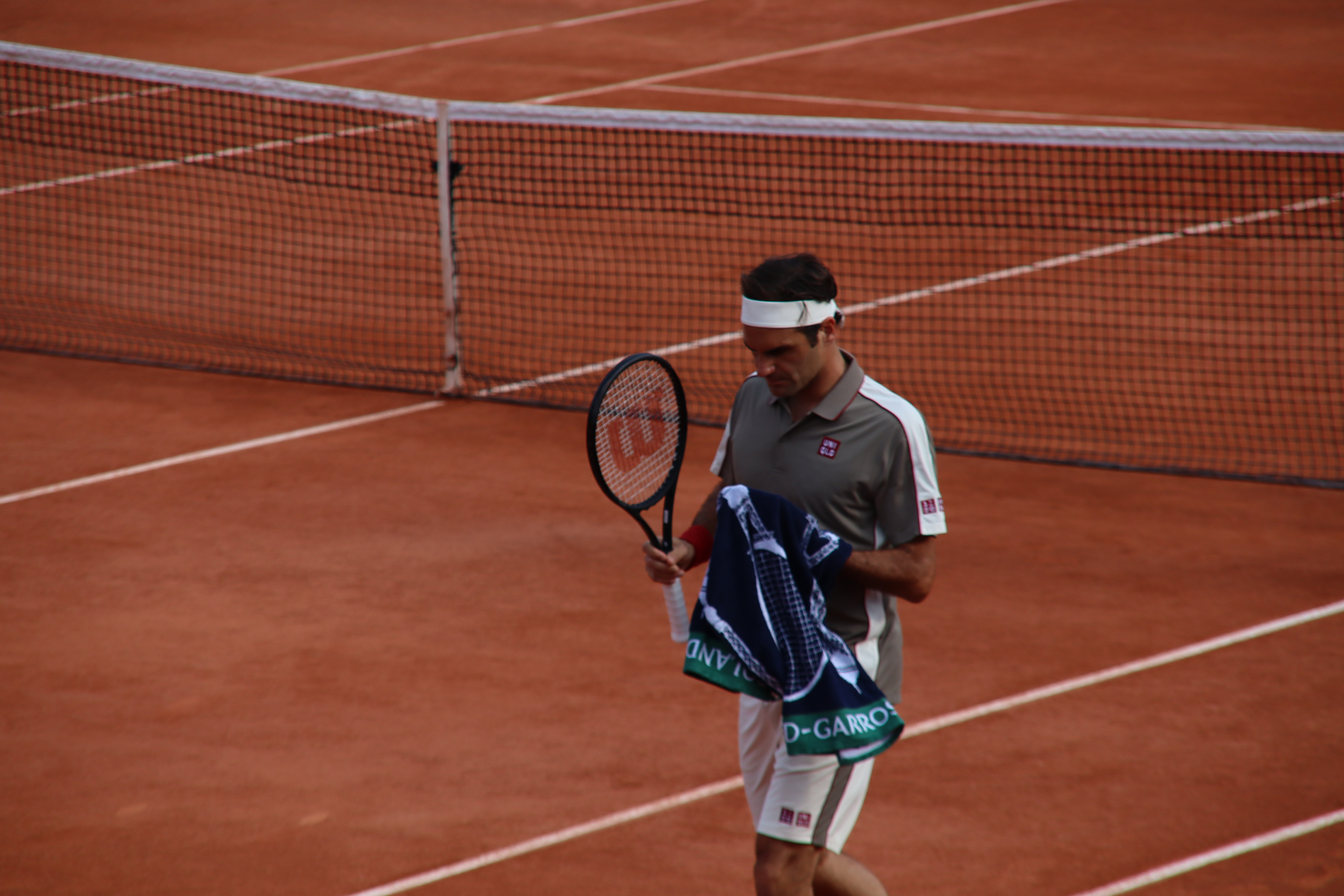
Roger Federer au Grand Chelem de Roland Garros en 2019

Roger Federer a remporté 20 titres du Grand Chelem, ce qui le place en troisième position derrière Rafael Nadal (22) et Novak Djokovic (24). Il détient le record de sacres à Wimbledon avec huit trophées, et il s'est imposé six fois à l'Open d'Australie, cinq fois à l'US Open (record qu'il partage avec Pete Sampras et Jimmy Connors) et une fois à Roland-Garros. Il est également le seul joueur de l'histoire du tennis à avoir gagné, au moins cinq fois, trois tournois du Grand Chelem (l'Open d'Australie, le tournoi de Wimbledon et l'US Open), dont cinq fois de suite deux tournois du Grand Chelem (le tournoi de Wimbledon et l'US Open). Il est enfin le premier à avoir réalisé trois fois le Petit Chelem (en 2004, 2006 et 2007), avant que Novak Djokovic ne l'égale en 2021 puis le dépasse en 2023. En s'adjugeant l'Open d'Australie en 2010, il devient le premier joueur de l'histoire à avoir conquis l'ensemble de ses titres du Grand Chelem sur un total de cinq surfaces, depuis le remplacement du Rebound Ace australien par une nouvelle surface, le Plexicushion, avant que Djokovic ne dépasse sa performance en 2023 en remportant un tournoi du Grand Chelem sur une sixième surface différente.

#### Titres (20)
| Année | Tournoi              | Adversaire en finale | Score                       |
| 2003  | Wimbledon            | Mark Philippoussis   | 7-65, 6-2, 7-63             |
| 2004  | Open d'Australie     | Marat Safin          | 7-63, 6-4, 6-3              |
| 2004  | Wimbledon (2)        | Andy Roddick         | 4-6, 7-5, 7-63, 6-4         |
| 2004  | US Open              | Lleyton Hewitt       | 6-0, 7-63, 6-0              |
| 2005  | Wimbledon (3)        | Andy Roddick         | 6-2, 7-62, 6-4              |
| 2005  | US Open (2)          | Andre Agassi         | 6-3, 2-6, 7-61, 6-1         |
| 2006  | Open d'Australie (2) | Márcos Baghdatís     | 5-7, 7-5, 6-0, 6-2          |
| 2006  | Wimbledon (4)        | Rafael Nadal         | 6-0, 7-65, 62-7, 6-3        |
| 2006  | US Open (3)          | Andy Roddick         | 6-2, 4-6, 7-5, 6-1          |
| 2007  | Open d'Australie (3) | Fernando González    | 7-62, 6-4, 6-4              |
| 2007  | Wimbledon (5)        | Rafael Nadal         | 7-67, 4-6, 7-63, 2-6, 6-2   |
| 2007  | US Open (4)          | Novak Djokovic       | 7-64, 7-62, 6-4             |
| 2008  | US Open (5)          | Andy Murray          | 6-2, 7-5, 6-2               |
| 2009  | Roland-Garros        | Robin Söderling      | 6-1, 7-61, 6-4              |
| 2009  | Wimbledon (6)        | Andy Roddick         | 5-7, 7-66, 7-65, 3-6, 16-14 |
| 2010  | Open d'Australie (4) | Andy Murray          | 6-3, 6-4, 7-611             |
| 2012  | Wimbledon (7)        | Andy Murray          | 4-6, 7-5, 6-3, 6-4          |
| 2017  | Open d'Australie (5) | Rafael Nadal         | 6-4, 3-6, 6-1, 3-6, 6-3     |
| 2017  | Wimbledon (8)        | Marin Čilić          | 6-3, 6-1, 6-4               |
| 2018  | Open d'Australie (6) | Marin Čilić          | 6-2, 65-7, 6-3, 3-6, 6-1    |

#### Finales (11)
| Année | Tournoi           | Adversaire en finale  | Score                        |
| 2006  | Roland-Garros     | Rafael Nadal          | 6-1, 1-6, 4-6, 64-7          |
| 2007  | Roland-Garros (2) | Rafael Nadal          | 3-6, 6-4, 3-6, 4-6           |
| 2008  | Roland-Garros (3) | Rafael Nadal          | 1-6, 3-6, 0-6                |
| 2008  | Wimbledon         | Rafael Nadal          | 4-6, 4-6, 7-65, 7-68, 7-9    |
| 2009  | Open d'Australie  | Rafael Nadal          | 5-7, 6-3, 63-7, 6-3, 2-6     |
| 2009  | US Open           | Juan Martín del Potro | 6-3, 65-7, 6-4, 64-7, 2-6    |
| 2011  | Roland-Garros (4) | Rafael Nadal          | 5-7, 63-7, 7-5, 1-6          |
| 2014  | Wimbledon (2)     | Novak Djokovic        | 7-67, 4-6, 64-7, 7-5, 4-6    |
| 2015  | Wimbledon (3)     | Novak Djokovic        | 61-7, 7-610, 4-6, 3-6        |
| 2015  | US Open (2)       | Novak Djokovic        | 4-6, 7-5, 4-6, 4-6           |
| 2019  | Wimbledon (4)     | Novak Djokovic        | 65-7, 6-1, 64-7, 6-4, 123-13 |

#### Parcours en simple
| Année | Open d'Australie | Open d'Australie   | Internationaux de France | Internationaux de France | Wimbledon       | Wimbledon        | US Open        | US Open          |
| ----- | ---------------- | ------------------ | ------------------------ | ------------------------ | --------------- | ---------------- | -------------- | ---------------- |
| 1999  | —                | —                  | 1er tour (1/64)          | Patrick Rafter           | 1er tour (1/64) | Jiří Novák       | —              | —                |
| 2000  | 3e tour (1/16)   | Arnaud Clément     | 1/8 de finale            | Àlex Corretja            | 1er tour (1/64) | I. Kafelnikov    | 3e tour (1/16) | J. C. Ferrero    |
| 2001  | 3e tour (1/16)   | Arnaud Clément     | 1/4 de finale            | Àlex Corretja            | 1/4 de finale   | Tim Henman       | 1/8 de finale  | Andre Agassi     |
| 2002  | 1/8 de finale    | Tommy Haas         | 1er tour (1/64)          | Hicham Arazi             | 1er tour (1/64) | Mario Ančić      | 1/8 de finale  | Max Mirnyi       |
| 2003  | 1/8 de finale    | David Nalbandian   | 1er tour (1/64)          | Luis Horna               | Victoire        | M. Philippoussis | 1/8 de finale  | David Nalbandian |
| 2004  | Victoire         | Marat Safin        | 3e tour (1/16)           | Gustavo Kuerten          | Victoire        | Andy Roddick     | Victoire       | Lleyton Hewitt   |
| 2005  | 1/2 finale       | Marat Safin        | 1/2 finale               | Rafael Nadal             | Victoire        | Andy Roddick     | Victoire       | Andre Agassi     |
| 2006  | Victoire         | Márcos Baghdatís   | Finale                   | Rafael Nadal             | Victoire        | Rafael Nadal     | Victoire       | Andy Roddick     |
| 2007  | Victoire         | F. González        | Finale                   | Rafael Nadal             | Victoire        | Rafael Nadal     | Victoire       | Novak Djokovic   |
| 2008  | 1/2 finale       | Novak Djokovic     | Finale                   | Rafael Nadal             | Finale          | Rafael Nadal     | Victoire       | Andy Murray      |
| 2009  | Finale           | Rafael Nadal       | Victoire                 | Robin Söderling          | Victoire        | Andy Roddick     | Finale         | J. M. del Potro  |
| 2010  | Victoire         | Andy Murray        | 1/4 de finale            | Robin Söderling          | 1/4 de finale   | Tomáš Berdych    | 1/2 finale     | Novak Djokovic   |
| 2011  | 1/2 finale       | Novak Djokovic     | Finale                   | Rafael Nadal             | 1/4 de finale   | J.-W. Tsonga     | 1/2 finale     | Novak Djokovic   |
| 2012  | 1/2 finale       | Rafael Nadal       | 1/2 finale               | Novak Djokovic           | Victoire        | Andy Murray      | 1/4 de finale  | Tomáš Berdych    |
| 2013  | 1/2 finale       | Andy Murray        | 1/4 de finale            | J.-W. Tsonga             | 2e tour (1/32)  | S. Stakhovsky    | 1/8 de finale  | Tommy Robredo    |
| 2014  | 1/2 finale       | Rafael Nadal       | 1/8 de finale            | Ernests Gulbis           | Finale          | Novak Djokovic   | 1/2 finale     | Marin Čilić      |
| 2015  | 3e tour (1/16)   | Andreas Seppi      | 1/4 de finale            | S. Wawrinka              | Finale          | Novak Djokovic   | Finale         | Novak Djokovic   |
| 2016  | 1/2 finale       | Novak Djokovic     | —                        | —                        | 1/2 finale      | Milos Raonic     | —              | —                |
| 2017  | Victoire         | Rafael Nadal       | —                        | —                        | Victoire        | Marin Čilić      | 1/4 de finale  | J. M. del Potro  |
| 2018  | Victoire         | Marin Čilić        | —                        | —                        | 1/4 de finale   | Kevin Anderson   | 1/8 de finale  | John Millman     |
| 2019  | 1/8 de finale    | Stéfanos Tsitsipás | 1/2 finale               | Rafael Nadal             | Finale          | Novak Djokovic   | 1/4 de finale  | Grigor Dimitrov  |
| 2020  | 1/2 finale       | Novak Djokovic     | —                        | —                        | Annulé          | Annulé           | —              | —                |
| 2021  | —                | —                  | 1/8 de finale            | Forfait                  | 1/4 de finale   | Hubert Hurkacz   | —              | —                |

N.B. : à droite du résultat se trouve le nom de l'ultime adversaire.

#### Parcours en double
| Année | Open d'Australie                                                                   | Open d'Australie                                                               | Internationaux de France                                                          | Internationaux de France                                                            | Wimbledon                                                                      | Wimbledon | US Open                                                                     | US Open |
| ----- | ---------------------------------------------------------------------------------- | ------------------------------------------------------------------------------ | --------------------------------------------------------------------------------- | ----------------------------------------------------------------------------------- | ------------------------------------------------------------------------------ | --------- | --------------------------------------------------------------------------- | ------- |
| 1999  | —                                                                                  | —                                                                              | —                                                                                 | —                                                                                   | 1/8 de finale L. Hewitt \|\| style="text-align:left;" \| J. Björkman P. Rafter | —         | —                                                                           |         |
| 2000  | 1er tour (1/32) N. Broad \|\| style="text-align:left;" \| D. Macpherson P. Nyborg  | 1er tour (1/32) N. Escudé \|\| style="text-align:left;" \| S. Lareau D. Nestor | 1/4 de finale A. Kratzmann \|\| style="text-align:left;" \| P. Haarhuis S. Stolle | 2e tour (1/16) A. Kratzmann \|\| style="text-align:left;" \| W. Arthurs N. Zimonjić |                                                                                |           |                                                                             |         |
| 2001  | 1er tour (1/32) D. Hrbatý \|\| style="text-align:left;" \| T. Shimada M. Wakefield | —                                                                              | —                                                                                 | 1/8 de finale W. Ferreira \|\| style="text-align:left;" \| D. Johnson J. Palmer     | —                                                                              | —         |                                                                             |         |
| 2002  | —                                                                                  | —                                                                              | —                                                                                 | —                                                                                   | —                                                                              | —         | 1/8 de finale G. Bastl \|\| style="text-align:left;" \| W. Black K. Ullyett |         |
| 2003  | 1/8 de finale Y. Allegro \|\| style="text-align:left;" \| M. Llodra F. Santoro     | —                                                                              | —                                                                                 | —                                                                                   | —                                                                              | —         | —                                                                           |         |
| 2004  | 1er tour (1/32) Y. Allegro \|\| style="text-align:left;" \| André Sá F. Saretta    | —                                                                              | —                                                                                 | —                                                                                   | —                                                                              | —         | —                                                                           |         |

N.B. : le nom du partenaire se trouve sous le résultat ; les noms des ultimes adversaires se trouvent à droite.

### Parcours au Masters
| Année | Lieu     | Résultat       | Victoires - défaites | Ultime adversaire  |
| ----- | -------- | -------------- | -------------------- | ------------------ |
| 2002  | Shanghai | Demi-finaliste | 3 V - 1 D            | Lleyton Hewitt     |
| 2003  | Houston  | Vainqueur (1)  | 5 V - 0 D            | Andre Agassi       |
| 2004  | Houston  | Vainqueur (2)  | 5 V - 0 D            | Lleyton Hewitt     |
| 2005  | Shanghai | Finaliste      | 4 V - 1 D            | David Nalbandian   |
| 2006  | Shanghai | Vainqueur (3)  | 5 V - 0 D            | James Blake        |
| 2007  | Shanghai | Vainqueur (4)  | 4 V - 1 D            | David Ferrer       |
| 2008  | Shanghai | Poules         | 1 V - 2 D            | —                  |
| 2009  | Londres  | Demi-finaliste | 2 V - 2 D            | Nikolay Davydenko  |
| 2010  | Londres  | Vainqueur (5)  | 5 V - 0 D            | Rafael Nadal       |
| 2011  | Londres  | Vainqueur (6)  | 5 V - 0 D            | Jo-Wilfried Tsonga |
| 2012  | Londres  | Finaliste      | 3 V - 2 D            | Novak Djokovic     |
| 2013  | Londres  | Demi-finaliste | 2 V - 2 D            | Rafael Nadal       |
| 2014  | Londres  | Finaliste      | 4 V - Forfait        | Novak Djokovic     |
| 2015  | Londres  | Finaliste      | 4 V - 1 D            | Novak Djokovic     |
| 2016  | Londres  | Non qualifié   | Non qualifié         | Non qualifié       |
| 2017  | Londres  | Demi-finaliste | 3 V - 1 D            | David Goffin       |
| 2018  | Londres  | Demi-finaliste | 2 V - 2 D            | Alexander Zverev   |
| 2019  | Londres  | Demi-finaliste | 2 V - 2 D            | Stéfanos Tsitsipás |
| 2020  | Londres  | Forfait        | Forfait              | Forfait            |

### Parcours dans les compétitions par équipes nationales

#### En Coupe Davis
Sélectionné en équipe nationale depuis 1999, Roger Federer totalise 70 matchs en Coupe Davis, ce qui en fait le deuxième joueur suisse ayant joué le plus de matchs depuis 1923. Son bilan est de 52 victoires et 18 défaites pour 48 matchs en simple et 22 en double.
En 2014, Roger Federer et ses coéquipiers Stanislas Wawrinka, Marco Chiudinelli et Michael Lammer permettent à la Suisse de remporter la compétition.
Il ne participe plus à cette compétition depuis 2015.

#### AuxJeux olympiques
|           | 2000 (Sydney)         | 2000 (Sydney)         | 2004 (Athènes)           | 2004 (Athènes)        | 2008 (Pékin)              | 2008 (Pékin)              | 2012 (Londres)            | 2012 (Londres)       | 2016 (Rio de Janeiro) | 2016 (Rio de Janeiro) | 2021 (Tokyo) | 2021 (Tokyo) |
| --------- | --------------------- | --------------------- | ------------------------ | --------------------- | ------------------------- | ------------------------- | ------------------------- | -------------------- | --------------------- | --------------------- | ------------ | ------------ |
| En simple | 4e Arnaud Di Pasquale | 4e Arnaud Di Pasquale | 2e tour Tomáš Berdych    | 2e tour Tomáš Berdych | 1/4 de finale James Blake | 1/4 de finale James Blake | Finale · Andy Murray      | Finale · Andy Murray | —                     | —                     | —            | —            |
| En double | —                     | —                     | 1/8 de finale Y. Allegro | M. Bhupathi L. Paes   | Victoire · S. Wawrinka    | S. Aspelin T. Johansson   | 1/8 de finale S. Wawrinka | J. Erlich Andy Ram   | —                     | —                     | —            | —            |

#### EnHopman Cup
| Édition | Partenaire         | Parcours         | Ultime Adversaire |
| ------- | ------------------ | ---------------- | ----------------- |
| 2001    | Martina Hingis     | Victoire         | États-Unis        |
| 2002    | Miroslava Vavrinec | Phase de groupes | —                 |
| 2017    | Belinda Bencic     | Phase de groupes | —                 |
| 2018    | Belinda Bencic     | Victoire         | Allemagne         |
| 2019    | Belinda Bencic     | Victoire         | Allemagne         |

## Performances sportives

### Classements ATP en fin de saison
| Année          | 1999 | 2000 | 2001 | 2002 | 2003 | 2004 | 2005 | 2006 | 2007 | 2008 | 2009 | 2010 | 2011 | 2012 | 2013 | 2014 | 2015 | 2016 | 2017 | 2018 | 2019 | 2020 | 2021 |
| Rang en simple | 64   | 29   | 13   | 6    | 2    | 1    | 1    | 1    | 1    | 2    | 1    | 2    | 3    | 2    | 6    | 2    | 3    | 16   | 2    | 3    | 3    | 5    | 16   |
| Rang en double | 165  | 32   | 65   | 25   | 34   | 163  | 179  | 373  | 246  | 581  | –    | 327  | 135  | 1266 | 560  | 100  | –    | –    | –    | –    | –    | –    | –    |

Source : (en) Classements de Roger Federer sur le site officiel de la Fédération internationale de tennis

### Confrontations avec ses principaux adversaires

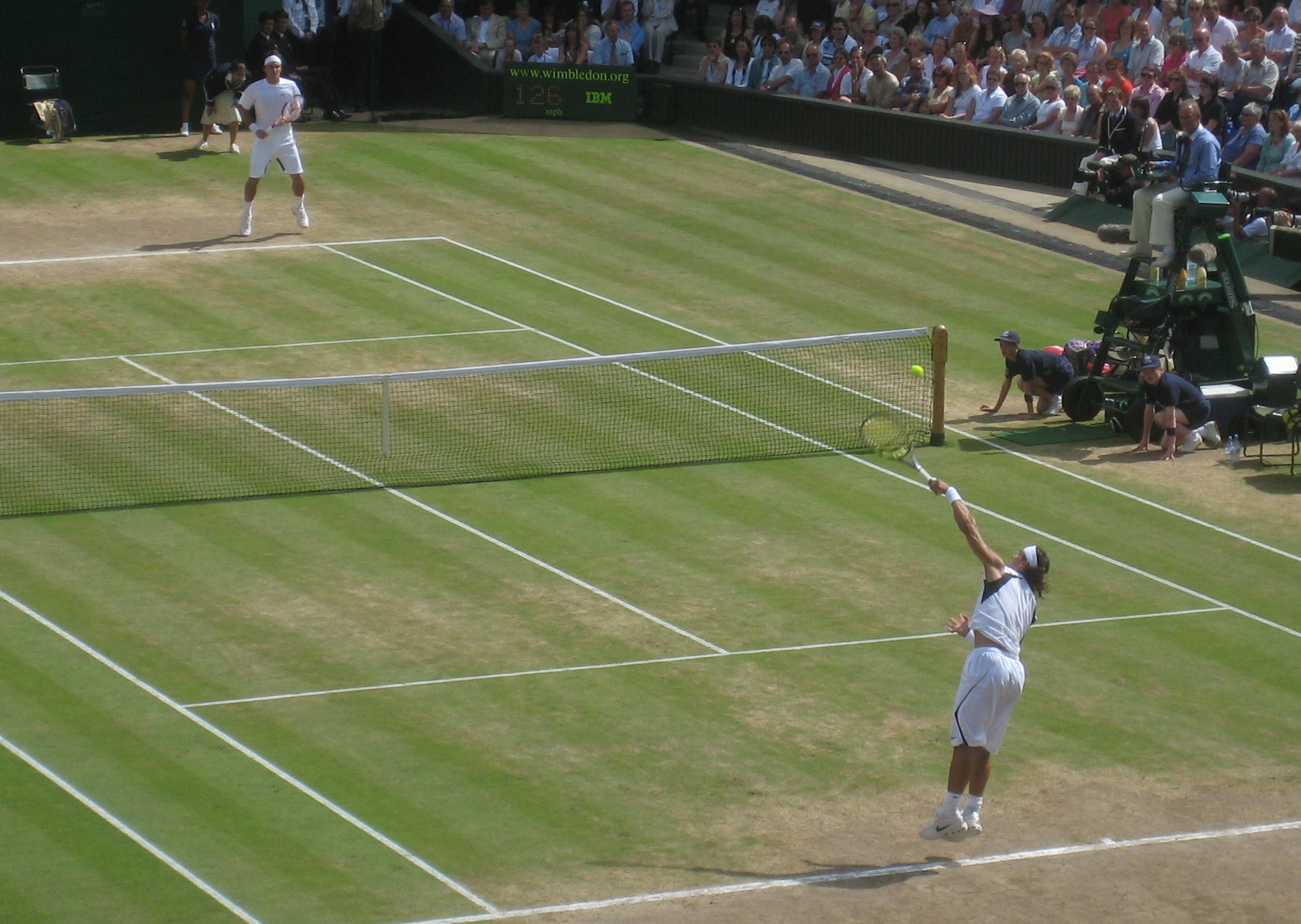
Rafael Nadal et Roger Federer au tournoi de Wimbledon en 2006.

Au cours de sa carrière, Roger Federer a rencontré plusieurs adversaires de manière récurrente. Il a plus particulièrement entretenu une rivalité avec Novak Djokovic et avec Rafael Nadal, qui font partie, avec la rivalité entre Nadal et Djokovic, des plus importantes des années 2000.
Ci-dessous sont répertoriés dans un tableau classable les résultats des principales rivalités que Federer a entretenues (au moins 20 confrontations).
| Adversaire            | Confrontations | Victoires | Défaites | % de victoires | Dernière confrontation                                   |
| --------------------- | -------------- | --------- | -------- | -------------- | -------------------------------------------------------- |
| Novak Djokovic        | 50             | 23        | 27       | 46             | défaite (61-7, 4-6, 3-6) à l'Open d'Australie 2020       |
| Rafael Nadal          | 40             | 16        | 24       | 40             | victoire (7-63, 1-6, 6-3, 6-4) à Wimbledon 2019          |
| Lleyton Hewitt        | 27             | 18        | 9        | 66,7           | défaite (1-6, 6-4, 3-6) au tournoi de Brisbane 2014      |
| Tomáš Berdych         | 26             | 20        | 6        | 76,9           | victoire (7-61, 6-3, 6-4) à l'Open d'Australie 2018      |
| Stanislas Wawrinka    | 26             | 23        | 3        | 88,5           | victoire (7-64, 4-6, 7-65, 6-4) à Roland-Garros 2019     |
| Andy Murray           | 25             | 14        | 11       | 56,0           | victoire (6-4, 7-66) au Masters de Cincinnati 2015       |
| Juan Martín del Potro | 25             | 18        | 7        | 72,0           | défaite (4-6, 7-68, 62-7) au Masters d'Indian Wells 2018 |
| Andy Roddick          | 24             | 21        | 3        | 87,5           | défaite (64-7, 6-1, 4-6) au Masters de Miami 2012        |
| Nikolay Davydenko     | 21             | 19        | 2        | 90,5           | victoire (6-2, 6-2) au tournoi de Dubaï 2013             |
| Richard Gasquet       | 20             | 18        | 2        | 90             | victoire (6-2, 6-3) au Masters de Madrid 2019            |

### Victoires sur lesno1mondiaux
Toutes ses victoires sur des joueurs classés numéro 1 à l'ATP lors de la rencontre.
| Légende         |
| Grand Chelem    |
| Masters         |
| Jeux olympiques |
| Masters 1000    |
| 500 Series      |
| 250 Series      |
| Coupe Davis     |

| #  | R.F.  | Tournoi    | Année | Surface      | Adversaire     | Tour   | Score              |
| -- | ----- | ---------- | ----- | ------------ | -------------- | ------ | ------------------ |
| 1  | no 14 | Miami      | 2002  | Dur          | Lleyton Hewitt | 1/2    | 6-3, 6-4           |
| 2  | no 3  | Masters    | 2003  | Dur          | Andy Roddick   | 1/2    | 7-62, 6-2          |
| 3  | no 2  | Madrid     | 2009  | Terre battue | Rafael Nadal   | Finale | 6-4, 6-4           |
| 4  | no 2  | Masters    | 2010  | Dur (int.)   | Rafael Nadal   | Finale | 6-3, 3-6, 6-1      |
| 5  | no 3  | Wimbledon  | 2012  | Gazon        | Novak Djokovic | 1/2    | 6-3, 3-6, 6-4, 6-3 |
| 6  | no 3  | Shanghai   | 2014  | Dur (int.)   | Novak Djokovic | 1/2    | 6-4, 6-4           |
| 7  | no 2  | Dubaï      | 2015  | Dur          | Novak Djokovic | Finale | 6-3, 7-5           |
| 8  | no 3  | Cincinnati | 2015  | Dur          | Novak Djokovic | Finale | 7-61, 6-3          |
| 9  | no 3  | Masters    | 2015  | Dur (int.)   | Novak Djokovic | Poules | 7-5, 6-2           |
| 10 | no 2  | Shanghai   | 2017  | Dur (int.)   | Rafael Nadal   | Finale | 6-4, 6-3           |

### Records personnels

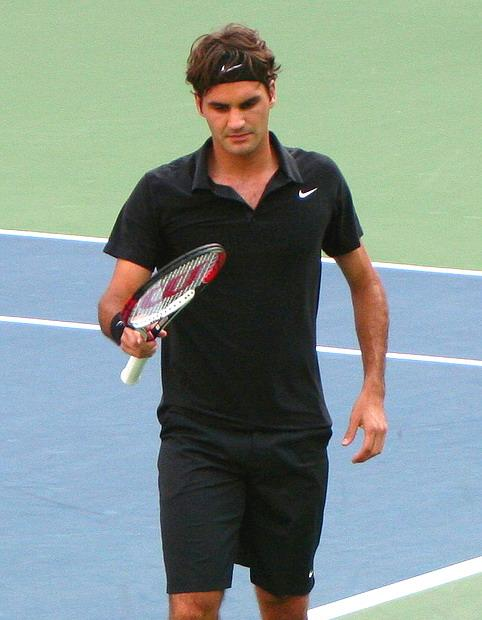
Roger Federer à l'US Open en 2007.

Au fil de sa carrière, Roger Federer a établi de nombreux records dans le monde du tennis. Parmi les plus significatifs, on peut citer ses vingt titres du Grand Chelem (dépassés ensuite par Rafael Nadal puis Novak Djokovic), ses dix finales consécutives, vingt-trois demi-finales consécutives et trente-six quarts de finale consécutifs atteints dans ces tournois (série interrompue, pour les quarts de finale, avec Wimbledon 2013), ou encore ses trois petits Chelems réalisés en 2004, 2006 et 2007 (il a été dépassé par Novak Djokovic qui a réalisé quatre petits Chelems en 2011, 2015, 2021 et 2023).
C'est en outre le seul joueur à avoir remporté cinq fois d'affilée deux tournois du Grand Chelem (le tournoi de Wimbledon, et l'US Open), et à détenir au moins cinq titres dans trois tournois du Grand Chelem (Open d'Australie, Wimbledon et US Open). Il détient de plus le record de victoires consécutives sur gazon et sur dur.
Le 8 juillet 2012, il égale le record de Pete Sampras et de William Renshaw en remportant un septième titre à Wimbledon (finale contre Andy Murray), puis il détiendra seul le record de victoires dans le tournoi londonien, avec un huitième titre à Wimbledon en 2017, en battant Marin Čilić en finale.
Le 5 août 2012, il remporte la médaille d'argent aux Jeux olympiques de Londres, battu par Andy Murray. Il n'avait jamais remporté de médaille olympique en simple. Cette médaille lui permet de réaliser un « Grand Chelem Argenté » en carrière.
Le lundi 15 octobre 2012, il atteint les 300 semaines en tant que numéro 1 mondial (il est l'un des deux seuls joueurs à avoir atteint ce cap, Djokovic ayant lui atteint les 400 semaines). Il a disputé 31 finales de tournoi du Grand Chelem (cinq de moins que Djokovic). Le 16 février 2018, il devient le numéro 1 mondial au classement ATP le plus âgé de l'histoire, à l'âge de 36 ans 6 mois et 11 jours.
Il remporte en 2019 ses dixièmes titres à Halle puis Bâle. Avec Rafael Nadal et Novak Djokovic, ils sont les seuls à avoir remporté au moins 10 fois le même tournoi, l'Espagnol ayant gagné onze fois les tournois de Barcelone et Monte-Carlo et quatorze fois Roland-Garros, tandis que le Serbe a remporté son dixième Open d'Australie en 2023.

## Caractéristiques de son jeu

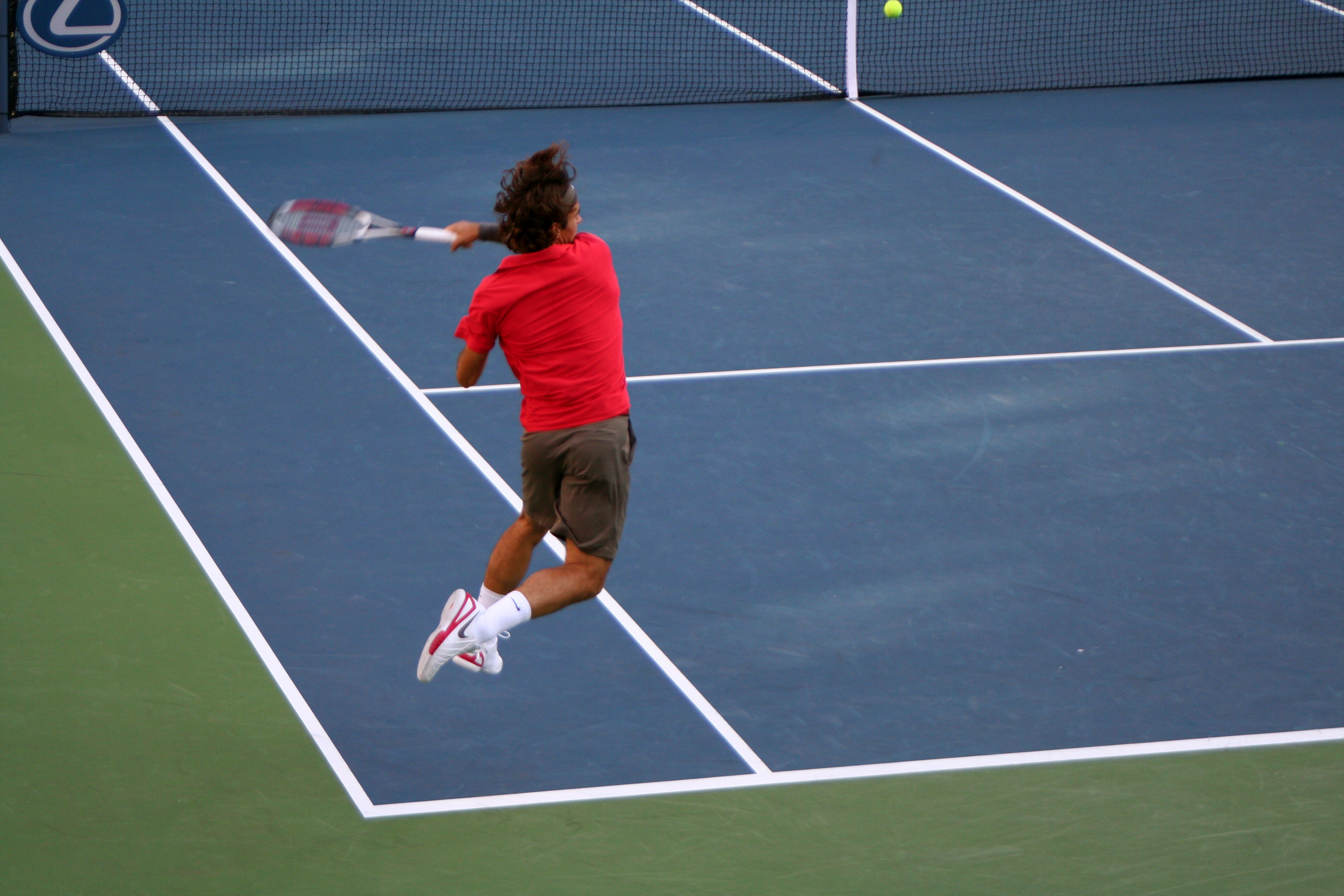
Roger Federer à l'US Open en 2008.

Roger Federer joue de la main droite et pratique un revers à une main, ce dernier coup étant relativement rare parmi les joueurs du circuit qui lui préfèrent en très grande majorité le revers à deux mains. Toutefois, l'Américain Pete Sampras, à qui Federer est souvent comparé, effectuait également son revers à une main, accentuant ainsi les tentations de comparaison entre les deux champions. Il possède un jeu très complet, efficace sur toutes les surfaces y compris sur terre battue. Surnommé le maestro,,, il ne base pas son jeu sur une tactique précise et sa particularité est justement d'adapter son jeu en fonction des conditions (adversaire, surface, climat, fatigue) pour pouvoir réaliser le meilleur coup possible à un moment donné. Au début de sa carrière (jusqu'en 2000 environ), il pratique un véritable jeu d'attaque, faisant souvent usage du service-volée, et c'est de cette façon qu'il a remporté son premier Wimbledon. Cependant, avec l'avènement de très bons relanceurs (Rafael Nadal, David Nalbandian ou David Ferrer par exemple), l'augmentation de la puissance des raquettes, et le ralentissement progressif des surfaces, il a été obligé de diversifier son jeu pour gagner sur d'autres surfaces que sur gazon. C'est ainsi qu'il a adopté un jeu très varié.

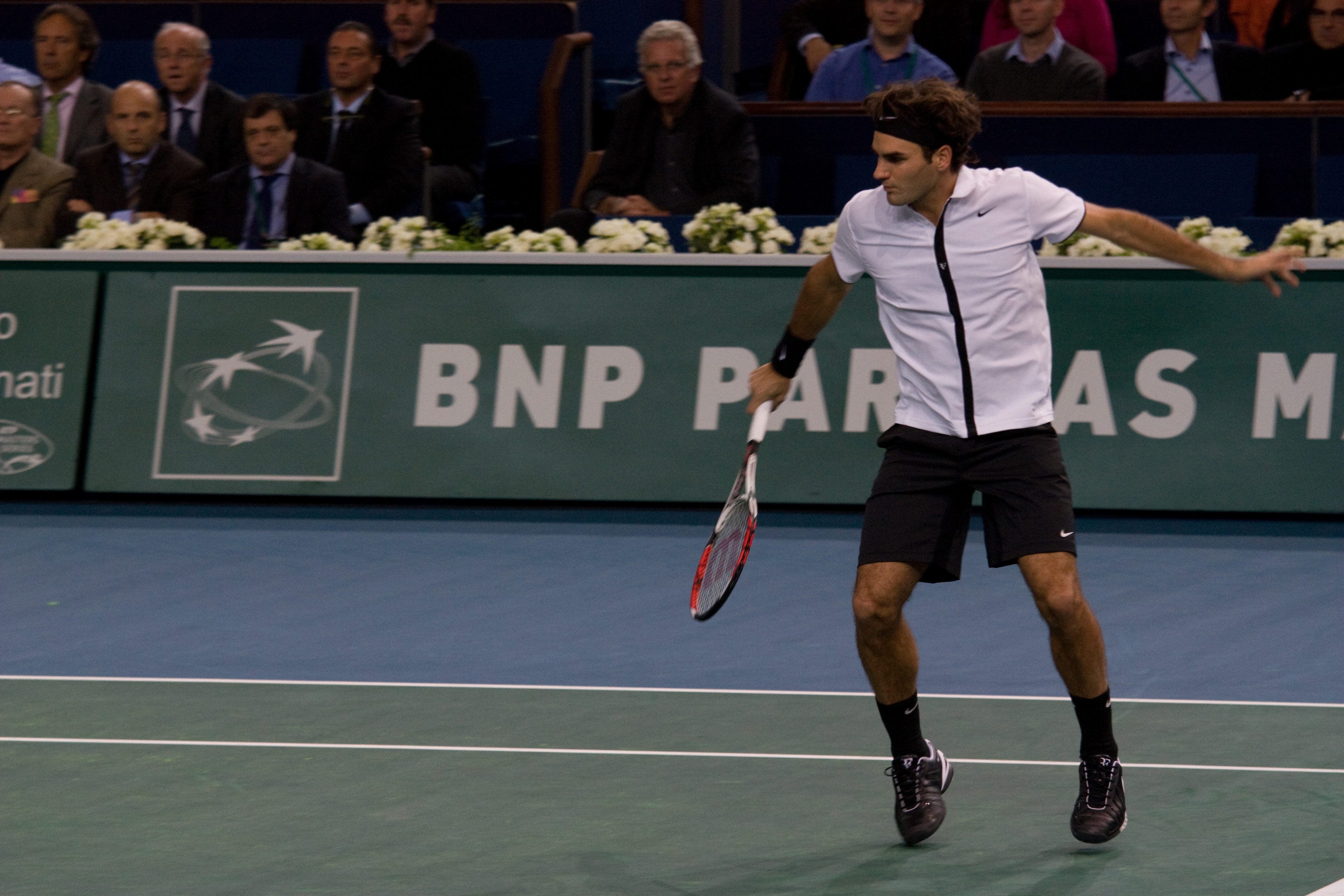
Roger Federer au Masters de Paris-Bercy en 2008.

De l'aveu d'un de ses préparateurs, un des piliers de son jeu réside dans une exceptionnelle coordination, ayant pour conséquence une gestuelle tout en fluidité et décontraction, donnant cette impression singulière que Federer ne « force » jamais, d'autant plus qu'il ne crie que très rarement dans l'échange contrairement à Nadal ou Djokovic. En effet, ses frappes sont toujours très relâchées et il semble généralement très détendu durant les points. Cela lui permet de réaliser de violentes accélérations ainsi que des coups inattendus dans des positions très délicates. Il peut frapper fort en pleine course ou en reculant, ce qui lui permet de passer d'une position défensive à une position d'attaque sur un coup et de renverser des points mal engagés. Sa grande polyvalence lui permet ainsi de réaliser des coups inattendus voire acrobatiques (« smash-lob » du fond du court voire demi-volée de sa ligne de fond). L'ensemble des caractéristiques techniques de son jeu l'amènent à être l'un des plus efficaces de l'histoire mais aussi l'un des plus appréciés pour son esthétisme. Voici une analyse de son jeu point par point :

### Service
Au service, Roger Federer a un geste très simple et fluide qui lui permet de donner à la balle une vitesse moyenne comprise, en première balle, entre 170 km/h pour les services slicés extérieurs, et autour de 200 km/h lorsqu'il sert au centre. Il sert généralement autour de 160 km/h sur ses secondes, auxquelles il donne souvent (lorsque la surface restitue les effets) un effet « kické » (lifté). Cet effet permet à la balle de rebondir haut et de dévier légèrement de sa trajectoire après rebond. Le fait que son lancer et son geste soient identiques, quel que soit le service qu'il réalise (au centre, extérieur, lifté, slicé, au corps) le classe parmi les joueurs ayant le service le plus difficile à lire pour l'adversaire, et donc à relancer. Sans avoir la percussion qu'ont les grands serveurs en première balle, il est généralement considéré comme l'un des meilleurs serveurs du circuit pour sa capacité à varier zones et effets, avec par exemple 89 % de ses jeux de service gagnés sur l'année 2012. Il fait, en outre, partie depuis 2015 du club très fermé des joueurs ayant frappé plus de 9 000 aces en carrière (plus de 10 000 aces depuis juillet 2017). Federer ne semble d'ailleurs jamais aussi performant dans ce secteur du jeu que lorsqu'il est mené dans un jeu ou il doit écarter des balles de break. Néanmoins, sur terre battue, la balle est ralentie par la surface et son nombre de services gagnants diminue, limitant ainsi sa marge d'erreur dans les autres secteurs du jeu.

### Coup droit

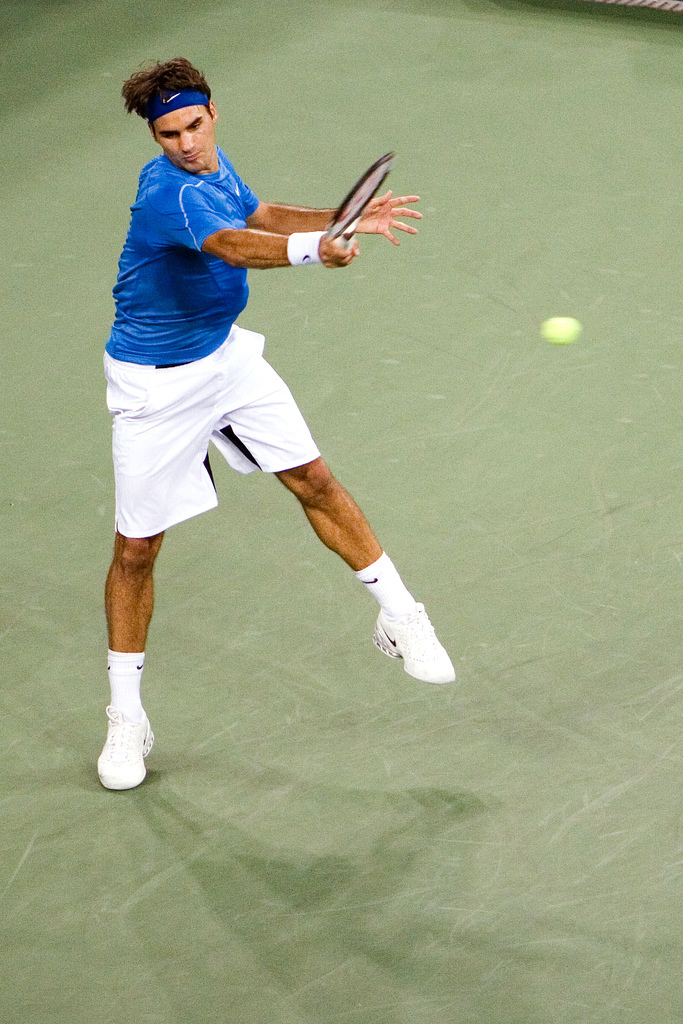
Coup droit à l'US Open en 2006.

Le coup droit de Roger Federer est généralement considéré comme son meilleur coup. En effet, celui-ci est rarement pris en défaut et permet souvent au Suisse de conclure l'échange grâce à une accélération. Sa préparation est relativement courte ce qui lui permet de frapper la balle assez tôt après le rebond, un peu à la manière d'Andre Agassi. Ce coup lui permet aussi parfois de trouver des angles importants, qui lui ouvrent alors le court, afin de conclure sans trop de difficulté. Son coup droit n'est pas très rapide mais cela lui permet de commettre moins d'erreurs. Il peut ainsi du fond du court avoir beaucoup de longueur tout en imprimant de l'effet lifté, ce qui lui donne de la marge lors des longs rallyes. De plus, sa courte préparation lui permet d'effectuer de très bons passing-shots lorsque l'adversaire monte à la volée.
Le Suisse garde les yeux rivés sur l'endroit de l'impact avec la balle, en faisant un mouvement avec son poignet destiné à retarder la tête de raquette par rapport à la main, afin d'accélérer ensuite la balle et d'imprimer l'effet lifté.
Son premier coup droit (c'est-à-dire la première frappe après avoir servi) est particulièrement performant quand sa première balle passe et lui permet d'obtenir de nombreux points avec une certaine facilité. Néanmoins, quand l'échange perd quelque peu d'intensité, il lui arrive de frapper la balle avec une certaine nonchalance et de « boiser » (soit frapper avec le cadre de la raquette, et non avec le cordage) et donc de faire des erreurs non provoquées. C'est notamment le cas quand la balle adverse a beaucoup d'effet et monte très rapidement après le rebond. David Foster Wallace a décrit la vitesse incroyable, la fluidité et la force brute de ce coup droit comme étant « un grand fouet liquide » tandis que John McEnroe l'a désigné comme étant « le plus grand coup de notre sport » en de nombreuses occasions.

### Revers

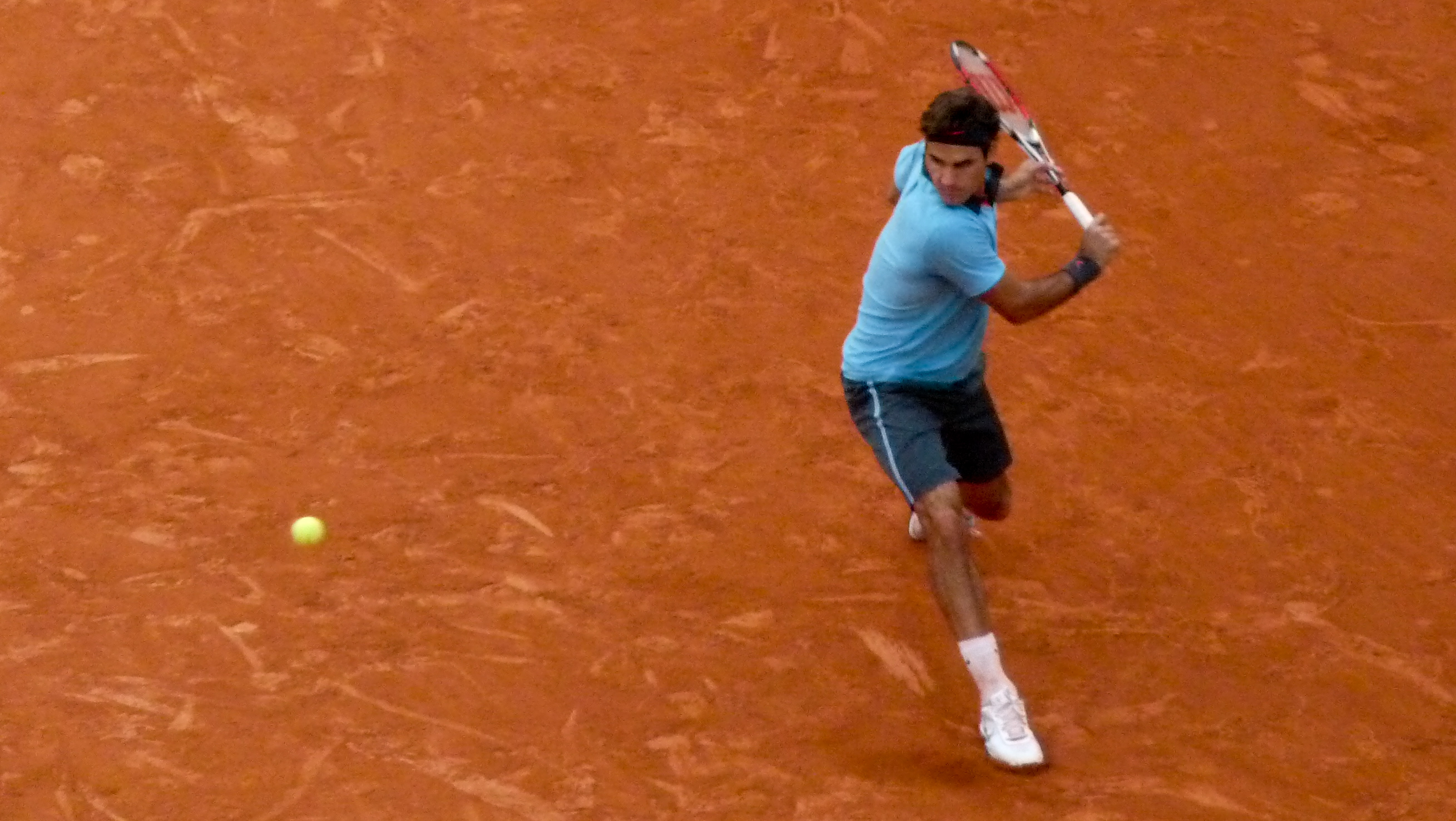
Revers à Roland-Garros en 2009.

Bien qu'ayant progressé au fil des années, le revers lifté de Federer est son coup le plus vulnérable. Auparavant, il était de loin son coup le plus faible et le Suisse avait beaucoup de mal à l'utiliser pour prendre l'ascendant sur son adversaire. Il faisait donc par exemple des « décalages coup droit » afin de le tourner et de frapper la balle en coup droit. Longtemps, le revers de Federer a été considéré comme un gros point faible contre certains adversaires, comme Rafael Nadal, qui le jouait systématiquement pour le pousser à la faute, comme lors du Masters de Monte-Carlo 2008 où 85 % des coups de l'Espagnol étaient dirigés sur son revers, provoquant de nombreuses fautes directes.
Sans être son coup le plus efficace, le revers de Federer est stable et régulier. Le fait qu'il soit joué à une main lui permet de trouver des angles impressionnants et de réaliser des coups très difficiles alors qu'il est loin de la balle. La fluidité avec laquelle il frappe ce coup n'est certainement pas étrangère au fait que Federer soit considéré comme ayant l'un des revers à une main les plus esthétiques du circuit avec Richard Gasquet ou encore Tommy Haas. Le Suisse possède par ailleurs l'un des meilleurs passings de revers de l'ATP World Tour.
Son revers coupé quant à lui a toujours été une arme très utilisée par Federer. Ce coup est particulièrement mis à profit sur surface rapide où il arrive à donner un rebond très bas à la balle. Cela lui permet de faire des changements de rythme pour gêner l'adversaire qui est alors obligé de remettre une balle haute. Ce coup est également une option dont se sert Federer pour jouer très long et ainsi relancer un échange mal engagé. Cependant, un revers coupé ne peut être vraiment considéré comme un coup d'attaque hors des surfaces rapides, et sur terre battue par exemple, celui-ci n'a que peu d'influence sur le jeu, car le rebond reste tout de même relativement haut. Néanmoins, quelle que soit la surface, le gros point fort de son revers est la facilité avec laquelle il parvient à alterner longueurs, angles et effets pour remporter le point, bien qu'il n'ait pas avec lui la même aisance ni la même régularité qu'avec son coup droit.
L'année 2017 donne cependant un éclairage nouveau à la toute relative faiblesse du revers de Federer. De nombreux spécialistes pensent que c'est bien grâce à ce coup qu'il bat quatre fois de suite Rafael Nadal sur dur. D'abord en finale de l'Open d'Australie (14 revers gagnants), quelques jours plus tard au Masters 1000 d'Indian Wells puis en finale du Masters 1000 de Miami et enfin en finale du Masters 1000 de Shanghai. Il marque aussi les esprits lors de sa victoire en finale à Indian Wells contre Stanislas Wawrinka en frappant 8 revers gagnants contre 2 pour son adversaire en seulement deux sets,,.
Les explications à cette métamorphose, qui change le rapport de force avec Rafael Nadal, sont à chercher dans un changement de tamis (97 pouces contre 90 pouces dès 2014) combiné à un plan de jeu très agressif en 2017 caractérisé par un placement permanent à l'intérieur du court (50 cm à l'intérieur du court en moyenne pendant tous ses matchs à Indian Wells). Après avoir travaillé intensément son revers lors de sa retraite forcée de 6 mois fin 2016, Federer le frappe maintenant beaucoup plus souvent à plat ou légèrement recouvert et moins fréquemment coupé (slicé). Et quand il l'utilise à pleine puissance, il a gagné en moyenne 10 km/h, suscitant chez les observateurs une véritable admiration,,,,,. Ces changements lui permettent de prendre la balle beaucoup plus tôt, et donc de moins subir le lift de Nadal qui l'obligeait à reculer ou à frapper trop souvent en revers au-dessus de l'épaule.
Enfin, pendant le tournoi de Wimbledon 2017, si Federer revient fréquemment au revers slicé, il n'hésite plus à le frapper à plat en retour ou pendant l'échange augmentant encore la variété de ses coups. Après sa huitième victoire record sur le gazon londonien sans perdre un set, certains analystes comme Mats Wilander en viennent à penser qu'il n'y a plus de « trou » dans le jeu de Federer.

### Volée

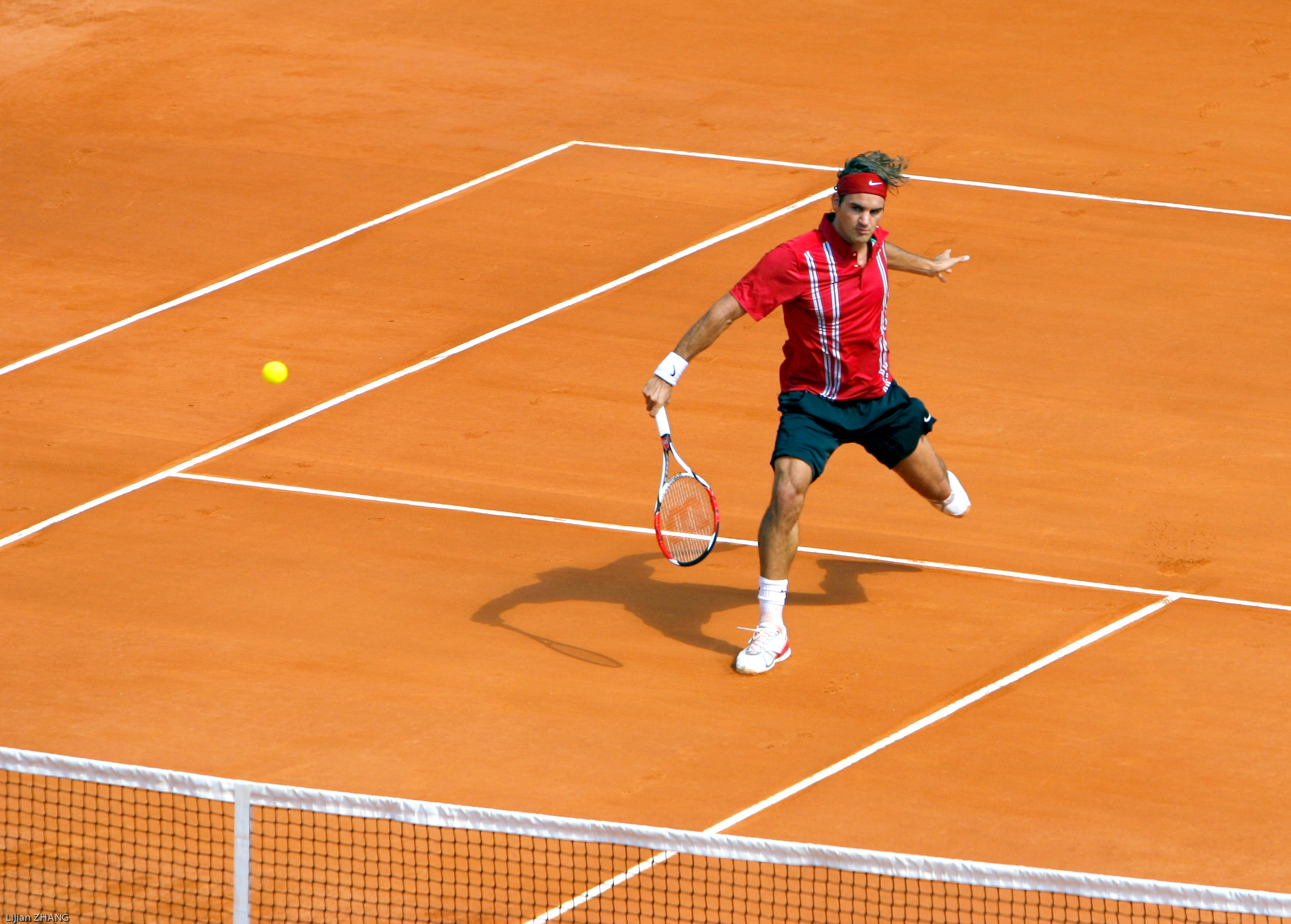
Roger Federer effectuant une volée de revers au Masters de Monte-Carlo en 2007.

Federer a longtemps été un attaquant de type serveur-volleyeur, comme ses idoles Stefan Edberg ou Boris Becker. Néanmoins, en raison de l'efficacité de son jeu de fond de court et du ralentissement global des surfaces, il a fini par utiliser le service-volée plus comme une variation à son jeu que comme une véritable tactique à part entière. Sa bonne vision du jeu fait qu'il sait à quel moment il doit monter au filet et de quelle manière : par débordement ou par fixation par exemple, et avec toutes les variations qu'apportent les effets et les longueurs. Ses réflexes, acquis durant sa jeunesse où il montait très régulièrement au filet, lui permettent parfois de renvoyer des balles quasiment hors d'atteinte ou très rapides. Son utilisation répétitive de la volée d'approche lui permet de monter contre des contreurs de fond de court tels que David Ferrer, contre qui la première volée (réalisée généralement au niveau de la ligne de carré de service) peut difficilement être suffisamment incisive pour conclure le point directement. La montée à contretemps, qu'il utilise de façon ponctuelle, lui permet aussi de varier son jeu et de gagner des points.

### Physique

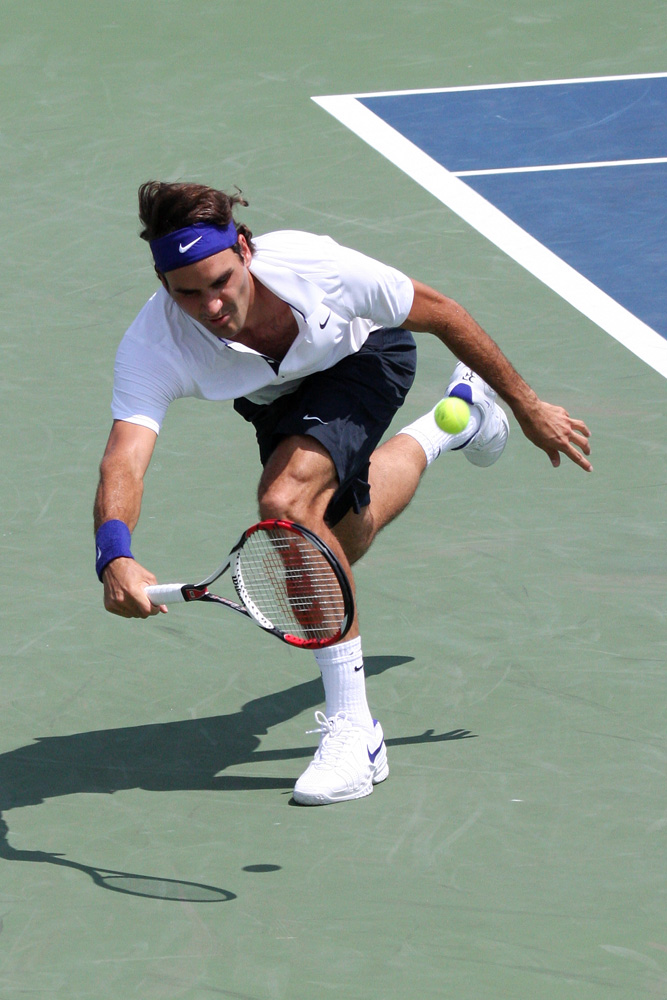
Roger Federer renvoyant la balle.

Grâce à son jeu relâché et une bonne hygiène de vie, Roger Federer a été généralement épargné par les blessures, gagnant des matchs parfois très longs et intenses, et ce malgré des saisons longues et éprouvantes pour l'organisme. Il aurait néanmoins été atteint en 2008 par une mononucléose ainsi qu'en fin d'année par une douleur dorsale récurrente l'ayant contraint à déclarer forfait au Masters de Paris-Bercy 2008, à l'Open de Dubaï 2009 puis au premier tour de Coupe Davis 2009. Il explique également sa défaite à Wimbledon en 2010 par des douleurs au dos et à la jambe. Il déclare forfait l'année suivante à l'Open de Halle sur gazon pour cause de douleurs à l'aine. En 2016, à cause d'une blessure contractée à la suite de l'Open d'Australie, il a dû écourter sa saison et prendre une grande pause de six mois après Wimbledon afin de soigner son genou.
La capacité d'anticipation de Roger Federer fait de son jeu de jambes l'un des plus efficaces du circuit. À la différence de la plupart des joueurs qui font beaucoup de petits pas en s'approchant de la balle, Federer fait de grands pas amples et souples, ce qui lui permet de renvoyer des balles qui semblent trop loin, et ainsi de remporter des points mal engagés. Grâce à son jeu de jambes, il peut ainsi être souvent à temps sur les balles et les renvoyer avec plus de précision. Tennis Magazine considère que son jeu de jambes est un des facteurs principaux de son jeu. En un peu plus de 1 500 matchs sur le circuit, son physique ne l'a jamais trahi pendant un match. Il n'a jamais abandonné une partie en cours.

### Mental

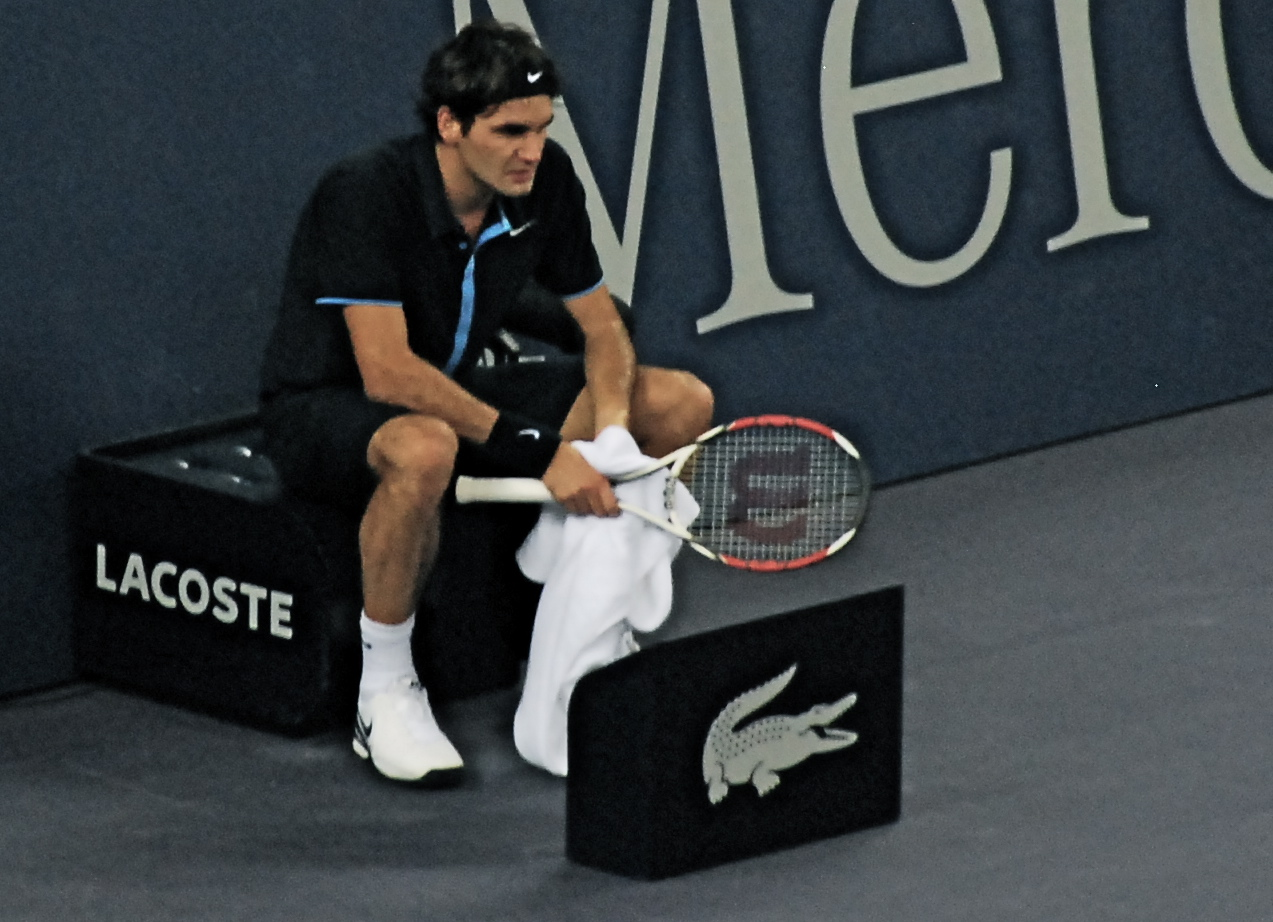
Roger Federer au Masters de 2008.

Alors qu'il avait auparavant tendance à « balancer » des matchs lors de rencontres qu'il sentait lui échapper, il a acquis au fil du temps plus de sérénité et fait désormais preuve d'une certaine impassibilité sur le court. Généralement très calme, il lui arrive tout de même d'exprimer sa frustration ou sa joie à certains moments, comme lors de sa victoire en double aux Jeux olympiques de Pékin 2008 ou sa défaite au Masters de Miami 2009 où il casse sa raquette, mais cela reste rare. Il a, au sommet de sa carrière, une grande capacité à gérer les points et les matchs importants lui permettant de décrocher des victoires lors des rencontres sans forcément jouer à son meilleur niveau. En 2008, Federer connaît une année en demi-teinte par rapport à ses saisons précédentes, craquant mentalement contre des joueurs très défensifs tels qu'Andy Murray, Gilles Simon ou Rafael Nadal. Certains évoquent un « complexe Nadal,, », qui s'est même développé chez le Suisse, lui valant des défaites surprenantes : au Tournoi de Hambourg où il perd le premier set 5-7 après avoir mené 5-1, en finale de Wimbledon 2008 où il perd le 2e set 4-6 alors qu'il menait 4-1, en finale de l'Open d'Australie 2009 où il ne convertit que six balles de break sur dix-neuf, ou en finale de Roland-Garros 2011 où il perd sept jeux de suite après avoir mené 5-2 dans le premier set. De manière générale, au fil du temps, le Suisse n'a plus la même facilité à tuer les fins de matchs lors des grands rendez-vous. Il perd en 2010 trois matchs de Masters 1000 ainsi que la demi-finale de l'US Open en ayant eu des balles de match et perd deux matches de Grand Chelem en 2011 en ayant mené deux sets à zéro. En revanche, en 2012 il gagne en 5 sets à Wimbledon contre Julien Benneteau, alors qu'il était mené 2 sets à 0, et 6-5 au 3e set, à deux doigts de perdre le match, ou encore à l'US Open 2014 en 1/4 de finale face à Gaël Monfils où il parvient à gagner le match après être mené 2 sets à 0 et en sauvant 2 balles de match dans le 4e set(en montant à la volée), ainsi qu'au Masters 2014, où il sauve quatre balles de match lors de la demi-finale face à son ami Stanislas Wawrinka et remporte la partie sur sa première opportunité, en prenant rapidement l'initiative d'une montée au filet et finissant sur une volée amortie.

## Federer dans le monde du tennis

### Entraîneurs

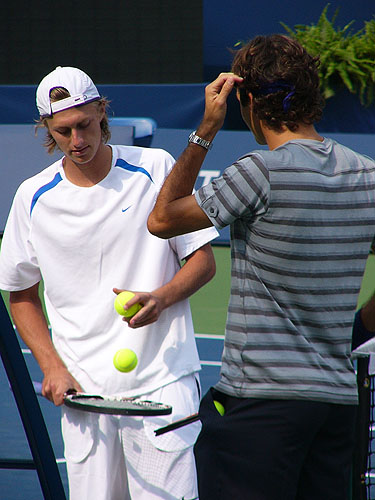
Roger Federer au Masters du Canada 2008 avec son « sparring-partner » Peter Polansky.

Roger Federer a rejoint le Old Boys Tennis Club dans sa ville natale, Bâle, à l'âge de huit ans. Son premier entraîneur était Seppli Kacovsky, qui était l'entraîneur principal du club. Il n'a donc à cette époque pas encore d'entraîneur exclusif. Cinq années plus tard, en 1994, il rejoint le Centre national suisse de tennis à Ecublens, pour être entraîné par Serge Meylan de ses 14 ans à 15 ans en suisse romande et quitte alors la maison familiale. Cependant, entre 1991 et 1994, Peter Carter donne des cours particuliers hebdomadaires à Federer. Quelques années plus tard, en 1997, il retrouve Peter Carter dans un centre de formation à Bienne, qui sera son entraîneur attitré jusqu'à ce que Federer passe professionnel.
Une fois sur le circuit pro, il choisit l'ancien joueur suédois Peter Lundgren, qu'il avait rencontré à Bienne, pour entraîneur. Il le consultait d'ailleurs régulièrement quand il était avec Peter Carter. En décembre 2003, l'année de sa première victoire à Wimbledon, il se sépare de son entraîneur avec qui il était depuis cinq ans. Il déclare alors qu'il n'a pas l'intention dans l'immédiat d'avoir un nouvel entraîneur.
En 2005, il décide de retrouver un entraîneur. Il choisit Tony Roche, ancien champion australien de tennis qui a mené Patrick Rafter et Ivan Lendl vers la place de no 1 mondial. Ce dernier l'a aidé à raison de quelques semaines par an pour les grandes occasions, notamment les Grand Chelem et les Masters 1000. Deux ans plus tard, le 13 mai 2007, ils décident d'un accord commun de ne plus collaborer.
Le Suisse continue alors sans entraîneur une nouvelle fois. Il alterne des périodes de consultations ponctuelles d'entraîneurs avec des périodes où il s'en passe. Il fit ainsi appel en 2008 à l'Espagnol José Higueras, spécialiste de la terre battue qui avait notamment mené Michael Chang alors âgé de dix-sept ans au titre de Roland-Garros en 1989, afin de l'aider à conquérir le dernier tournoi du Grand Chelem qui lui manque : le tournoi de Roland-Garros. Il finit cependant l'année sans entraîneur.
En 2009, il engage finalement Darren Cahill mais ils décident conjointement, après seulement deux semaines, de ne plus collaborer. Il est donc à ce moment-là sans entraîneur. Son « équipe » est cependant composée de Severin Lüthi (entraîneur de l'équipe suisse de Coupe Davis), d'Yves Allegro (joueur suisse), ainsi que de Pierre Paganini, son préparateur physique, qui l'accompagnent régulièrement lors de ses déplacements sur les tournois mais il n'a pas d'entraîneur attitré.
Le 26 juillet 2010, il annonce sur son site internet qu'il fait équipe avec Paul Annacone, l'ancien entraîneur de Pete Sampras. À l'origine, cette collaboration ne devait être qu'un test. Cependant, Federer finit par engager officiellement Annacone. Ce dernier quitte même son poste à la Fédération anglaise pour se consacrer entièrement à l'entraînement du Suisse. Le 12 octobre 2013, à la suite de plusieurs contreperformances, il annonce sur son site sa séparation d'Annacone après trois ans de collaboration.
Le 27 décembre 2013, Federer annonce sur sa page Facebook sa collaboration avec l'ancien no 1 mondial Stefan Edberg qui sera à ses côtés durant le début de la saison 2014. Il annonce la fin de sa collaboration avec ce dernier, "l'idole de son enfance", sur sa page Facebook le 8 décembre 2015 au soir. Ivan Ljubičić remplace le Suédois pour la saison 2016.

### Raquette

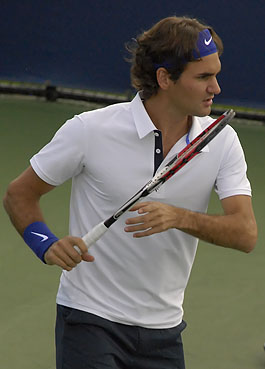
Roger Federer au Masters du Canada en 2008.

Federer jouait en 2012 avec la raquette Wilson Pro Staff Six.One 90 BLX. Celle-ci est caractérisée par sa petite surface de frappe (581 cm2), par son poids relativement lourd (339 grammes non cordée) et sa mince épaisseur de profil (17 mm) En juillet 2013, en marge du Tournoi de Hambourg, il décide de changer de raquette en optant pour une raquette Wilson maquillée en noir et au tamis plus grand. Ce changement lui permet de faire évoluer son jeu vers plus de puissance, malgré une légère perte de précision. Toutefois, il ne joue que très peu de temps avec cette raquette car il réutilise son ancienne raquette pendant le Masters de Cincinnati en août 2013.
Durant la première partie de la saison 2014, Roger Federer expérimente de nouveau une raquette noire. Puis, à partir du Masters de Toronto, il joue avec la nouvelle Pro Staff RF97 Autograph qui se caractérise par une surface de frappe de 97 in/626 cm2, un poids de 340 grammes non cordée, une épaisseur de profil de 21,5 mm et une balance à 30,5 cm.
Cependant, au niveau professionnel, la plupart des joueurs utilisent des raquettes personnalisées. Cela peut être un modèle assez proche d'un modèle de série, mais par exemple avec un équilibre différent, un poids différent (parfois 20-30 grammes), des inserts de plomb à certains points précis, etc. Parfois, il s'agit également de paintjobs, c'est-à-dire des anciens modèles repeints aux couleurs d'un modèle actuel.
La raquette réelle de Federer est donc un custom de Wilson, dont la construction diffère du modèle de série par, entre autres, un poids supérieur de 15 grammes. En 2018, Federer a changé plusieurs fois le design de sa raquette : blanche et noire (Stuttgart à Wimbledon) puis rouge brillant pour la Laver Cup à Chicago.
La tension moyenne de sa raquette est d'environ 25 kg pour les montants et pour les travers, avec un pré-étirement machine de 20 %. Cette tension est une valeur plus basse que la moyenne sur le circuit. Ces valeurs varient de +/- 3 kg en global en fonction des conditions de jeu (surface, balles, altitude, météo, session de jour ou nuit etc) et de l'adversaire rencontré. Il est un des seuls joueurs de tennis à voyager partout avec son cordeur personnel, ce qui lui permet d'avoir toujours confiance dans sa raquette et de ne pas avoir de mauvaises surprises.
Son cordage est composé du Champions Choice de Wilson. À l'inverse de la majorité des joueurs pros, le Wilson Naturel Gut (en boyau naturel, diamètre de 1,30 mm) est posé dans les montants (soit les cordes verticales) et le Luxilon Big Banger Alu Power Rough (en polyester, jauge de 1,25 mm) est utilisé pour les travers (cordes horizontales),. Il utilise de plus des croisillons plastiques appelés « string savers » qui empêchent le frottement des cordes et augmentent leur longévité. Ceux dont il se sert sont les Elasto-Cross de Babolat. Enfin, il recouvre son manche du Pro Overgrip de Wilson, un surgrip extrêmement fin et très confortable.

### Activités commerciales

#### Contrats, sponsors et matchs d'exhibition

Logo de Roger Federer, figurant sur ses différents accessoires jusqu'en juin 2018.

Il joue avec les raquettes et les accessoires de Wilson. De 1994 à 2018, son équipementier vestimentaire était Nike. Federer possédait d'ailleurs durant ses dernières années avec Nike sa propre ligne de vêtements chez Nike, badgés « RF ». Le 2 juillet 2018, la marque de vêtements japonaise Uniqlo annonce sur Twitter avoir signé un contrat avec Roger Federer, qui devient le nouvel ambassadeur global de la marque pour une somme estimée à 300 millions d'euros sur 10 ans. Federer apparaît habillé par son nouveau équipementier le jour-même pour le premier match du Tournoi de Wimbledon,.
Depuis 2006, son équipementier Wilson lui paie deux millions de dollars par an pour utiliser ses raquettes à la suite d'un contrat négocié par IMG, mais à la condition qu'il termine l'année no 1 mondial. Cependant, lors de la perte de cette place en 2008, Wilson se ravise et prolonge tout de même le contrat.
Grâce au succès médiatique de Roger Federer, de nombreux produits de différentes marques ont été réalisés en son honneur. Par exemple, pour le tournoi de Wimbledon 2006, Nike lui prépare une chemise sur laquelle figurait en guise d'une sorte de blason trois raquettes représentant les trois titres à Wimbledon qu'il avait déjà gagnés. En 2007, la chemise fut mise à jour, avec quatre raquettes. Pour l'US Open 2007, Federer a expérimenté une nouvelle tenue toute en noir pour la session de nuit, sur laquelle étaient brodées ses initiales. Il a d'ailleurs réutilisé le même ensemble lors des sessions de nuit de l'Open d'Australie 2008. Nike a aussi créé une casquette avec les initiales « RF » brodées à l'avant. Le modèle existe en noir ou en rouge et, pour cette dernière version, les revenus sont versés à la Fondation Roger Federer. En 2006, le Feder-bear, un petit ourson en peluche représentant Roger Federer, apparaît. La totalité des revenus générés par la vente de cet ourson sont reversés à l'UNICEF. Il existe également diverses figurines miniatures à l'effigie du joueur suisse.
Pour gérer ses sponsors, il s'est associé à IMG depuis le début de sa carrière professionnelle en 1998. Il la quitte un temps à la suite de la création en 2003 de la société Roger Federer Management, principalement gérée par ses parents et son épouse. Il retourne chez IMG deux ans plus tard, en 2005, afin de gérer son marketing au niveau international. Celui-ci lui permet de décrocher des contrats allant de deux à cinq millions de dollars. Il a ainsi des contrats avec Rolex, qui lui demande de porter une de ses montres pendant les présentations officielles mais pas pendant les matchs. En 2007, il remplace David Beckham pour les publicités Gillette dans lesquelles il apparaît aux côtés de Thierry Henry et Tiger Woods,. En plus d'un contrat avec Jura jusqu'en 2016,, il compte en outre des contrats de sponsoring avec Emmi, ou encore Mercedes-Benz. En 2018, il devient égérie pour la marque de bagages de luxe RIMOWA,, et pour Uniqlo.
À la fin de la saison 2019, il organise une tournée en Amérique du Sud avec Alexander Zverev dans laquelle les deux joueurs s'affrontent quatre fois dans des matchs d'exhibition (Chili, Argentine, Colombie (annulé en raison du couvre-feu à Bogota, Mexique et Équateur). Le match à Mexico bat un nouveau record d'affluence avec 42 517 spectateurs.
En 2019, ses revenus ont été de 106,3 M$, ce qui fait de lui, pour la 1re fois de sa carrière, le sportif le mieux rémunéré au monde. Ce montant inclut 6,3 millions de dollars de gains sur les courts, et 100 millions provenant des partenariats privés, le principal étant celui de Uniqlo, marque textile du Japon.

#### Création de la société de gestion du sport Team8
En 2013, avec son agent Toni Godsick, Roger Federer crée l'agence de management Team8 pour le représenter. Team8, dont le siège social est basé dans l'Ohio, représente aussi d'autres joueurs de tennis : Juan Martin Del Potro, Coco Gauff, Grigor Dimitrov (jusqu'en 2017) et Alexander Zverev (jusqu'en 2021).
En plus de la gestion d'athlètes, l'agence devient au fil des ans une entreprise qui crée ou investit dans le monde du sport.
- Création de la Laver Cup (2017)

Rod Laver et l'équipe Europe lors de la Laver Cup en 2017.

En 2017, Roger Federer crée la Laver Cup, une nouvelle compétition de tennis masculin. Cet événement annuel, qui rend hommage à l'ancien joueur de tennis Rod Laver, ne rapporte aucun point ATP.
Inspirée de la Ryder Cup de golf, la Laver Cup oppose 2 camps de 6 joueurs chacun, l'un représentant l'Europe et l'autre, le reste du monde. Toujours considérée comme une rencontre d'exhibition, Roger Federer espère à terme que cela « devienne quelque chose de sérieux ».
Au-delà des performances sportives, puisque la participation est réservée aux meilleurs joueurs de l'année, la Laver Cup entend également rendre hommage aux meilleurs joueurs de l'histoire du tennis en choisissant comme entraîneurs d'équipes d'anciennes légendes du tennis. Les entraîneurs des 3 premières éditions ont été Björn Borg pour l'Europe et John McEnroe pour le reste du monde. Roger Federer lui-même a participé aux 3 premières éditions de la Laver Cup, représentant l'Europe. Il en a profité notamment pour jouer en double avec ses principaux rivaux : Rafael Nadal lors de la première édition et Novak Djokovic lors de la seconde.
C'est lors de l'édition 2022 qu'il joue son dernier match en carrière, un double perdu avec Rafael Nadal contre la paire Sock/Tiafoe.
- Prise de participation dans On Running (2019)

En 2019, il se lance dans une nouvelle forme de partenariat avec la marque de running suisse On AG. Il devient ainsi actionnaire de la société et souhaite jouer un rôle tant dans les projets marketing qu'au sein du pôle recherche et développement. En juillet 2020, une chaussure lifestyle en édition limitée nommée « The Roger » a été lancée par la société. Sur base de la croissance des ventes, la société est introduit à la Bourse de New York en 2021.
L'entreprise fait l'objet de critiques en raison des marges considérables qu'elle réalise sur ses ventes de chaussures, dont le prix de vente est plus de dix fois plus élevé que leur prix d'achat en Asie. Le porte-parole de l'ONG  Public Eye souligne ainsi que « la gestion durable consiste à partager équitablement les fruits de la création de valeur. Si la marge commerciale d'une entreprise de marque est tellement plus grande que la marge des usines de chaussures, alors l'équilibre n'est pas bon. »

## En dehors des courts

### Revenus
Roger Federer serait l'un des rares sportifs à être devenus milliardaires. Ses gains en tournois (130 millions de dollars) ne représentent toutefois qu'une petite partie du total, la plus grande partie de sa fortune provenant de sa collaboration avec les montres Rolex, les voitures Mercedes-Benz, les vins et spiritueux Moët Hennessy, les chocolats Lindt, les pâtes Barilla et la banque Credit Suisse. En mars 2024, il a également collaboré avec le lunetier Oliver Peoples (en).

### Personnalité
S'il souffrait étant plus jeune d'un tempérament parfois excessif, lui faisant perdre des matchs contre des adversaires techniquement moins forts, Roger Federer est devenu impassible sur le court et ne laisse transparaître que peu d'émotions, une attitude qui n'est pas sans rappeler celle du Suédois Björn Borg. Néanmoins, depuis 2008, dans certains matchs, à Wimbledon, à l'Open d'Australie ou au Masters de Miami, Federer a laissé davantage transparaître ses sentiments. En dépit de ces rares manifestations, le Suisse est réputé pour sa pondération et sa courtoisie, que ce soit sur le court ou en dehors ; un comportement qui lui vaut d'être unanimement considéré comme un « gentleman » par les suiveurs et les spectateurs comme par nombre de joueurs et joueuses du circuit,,. Il consacre beaucoup de temps aux journalistes avec qui il s'exprime volontiers que ce soit en allemand, suisse allemand, français ou anglais.

### Vie privée
Roger Federer est marié depuis le 11 avril 2009 à l'ancienne joueuse de tennis suisse d'origine slovaque Miroslava « Mirka » Vavrinec,, qu'il a rencontrée lors des Jeux olympiques de Sydney en 2000. Ils ont joué ensemble lors de la Hopman Cup 2002 et elle est également son manager. Ils ont eu des jumelles le 24 juillet 2009 : Charlene Riva et Myla Rose Federer. Le 27 décembre 2013, Roger Federer annonce que sa femme, Mirka Federer, est enceinte de leur troisième enfant. Le 6 mai 2014 naissent de nouveaux jumeaux, des garçons cette fois, que les parents nomment Leo et Lenny.
Roger Federer possède un appartement à Wollerau au bord du lac de Zurich, qui est son domicile fiscal, ainsi qu'un appartement à Dubaï dans le quartier de la marina, un complexe immobilier en Afrique du Sud et deux chalets à Valbella dans les Grisons. Il construit également une villa à Rapperswil-Jona au bord du lac de Zurich. Ses lieux de vacances favoris sont les Maldives, Dubaï et les Alpes,,. Il est par ailleurs ami avec le champion de golf américain Tiger Woods ainsi qu'avec la chanteuse Gwen Stefani qui vient de temps en temps accompagnée de son mari dans le box Federer. Catholique non pratiquant régulier, Federer a rencontré le pape Benoît XVI en marge du Masters de Rome de 2006. Il a été déclaré inapte au service militaire obligatoire en Suisse pour problèmes de dos. Astreint à la protection civile, il ne sera pas formé par manque de temps et paie une taxe d'exemption militaire (due jusqu'à l'âge de 32 ans) de 450 000 CHF en 2008.

### Engagements humanitaires
Roger Federer s'est beaucoup investi dans diverses actions humanitaires, notamment en faveur des enfants.

#### Fondation Roger Federer
En 2003, il crée la Fondation Roger Federer afin d'aider les personnes défavorisées et de promouvoir le sport dans le monde. Cette fondation soutient des projets en Afrique du Sud, au Mali, en Éthiopie et encourage de jeunes athlètes en Suisse. Elle a pour slogan « I am tomorrow's future » (« Je suis le futur de demain ») et souhaite améliorer l'éducation, le sport et les loisirs là où les moyens financiers sont extrêmement limités.
La fondation regroupe dans son conseil principalement des membres de sa famille et est gérée au quotidien par Janine Händel depuis son siège à Zurich.
Selon Marc Rosset, les gains obtenus par Roger Federer aux Swiss Indoors sont reversés à la fondation.
En 2019, il annonce un don de 12 millions d'euros permettant de construire 80 écoles en Afrique australe.
- Match for Africa

En 2010, la fondation organise à Zurich un match-exhibition appelé "Match for Africa" entre Roger Federer et Rafael Nadal. Tout l'argent récolté permet de soutenir des projets en Afrique. Depuis, les matchs pour l'Afrique sont devenus des rendez-vous importants de la fondation permettant de lever beaucoup de fonds et associant des personnalités comme Bill Gates.
Lors de la 6e édition en 2020, le match est organisé pour la première fois en Afrique et est rebaptisé "Match in Africa". Il confronte Roger Federer et Rafael Nadal au Stade du Cap en Afrique du Sud. Le match rassemble 51 954 personnes, ce qui marque un record du monde d'affluence pour une partie de tennis.

#### Ambassadeur de l'UNICEF
Il a été à l'origine de diverses initiatives humanitaires telles que L'Année internationale du sport et de l'éducation physique. Après la catastrophe du tsunami au début de l'année 2005, il a lancé plusieurs initiatives de collecte de fonds - dont l'ATP All-Star Rally for Relief en faveur de l'UNICEF.
En 2006, il est officiellement désigné comme Ambassadeur international de l'UNICEF. À ce jour[Quand ?], il a visité le Tamil Nadu, l'une des régions de l'Inde les plus affectées par le tsunami, et l'Afrique du Sud. Il est aussi apparu dans des messages de l'UNICEF afin de sensibiliser la population à propos du SIDA.

#### Soutien lors de catastrophes naturelles et sanitaires

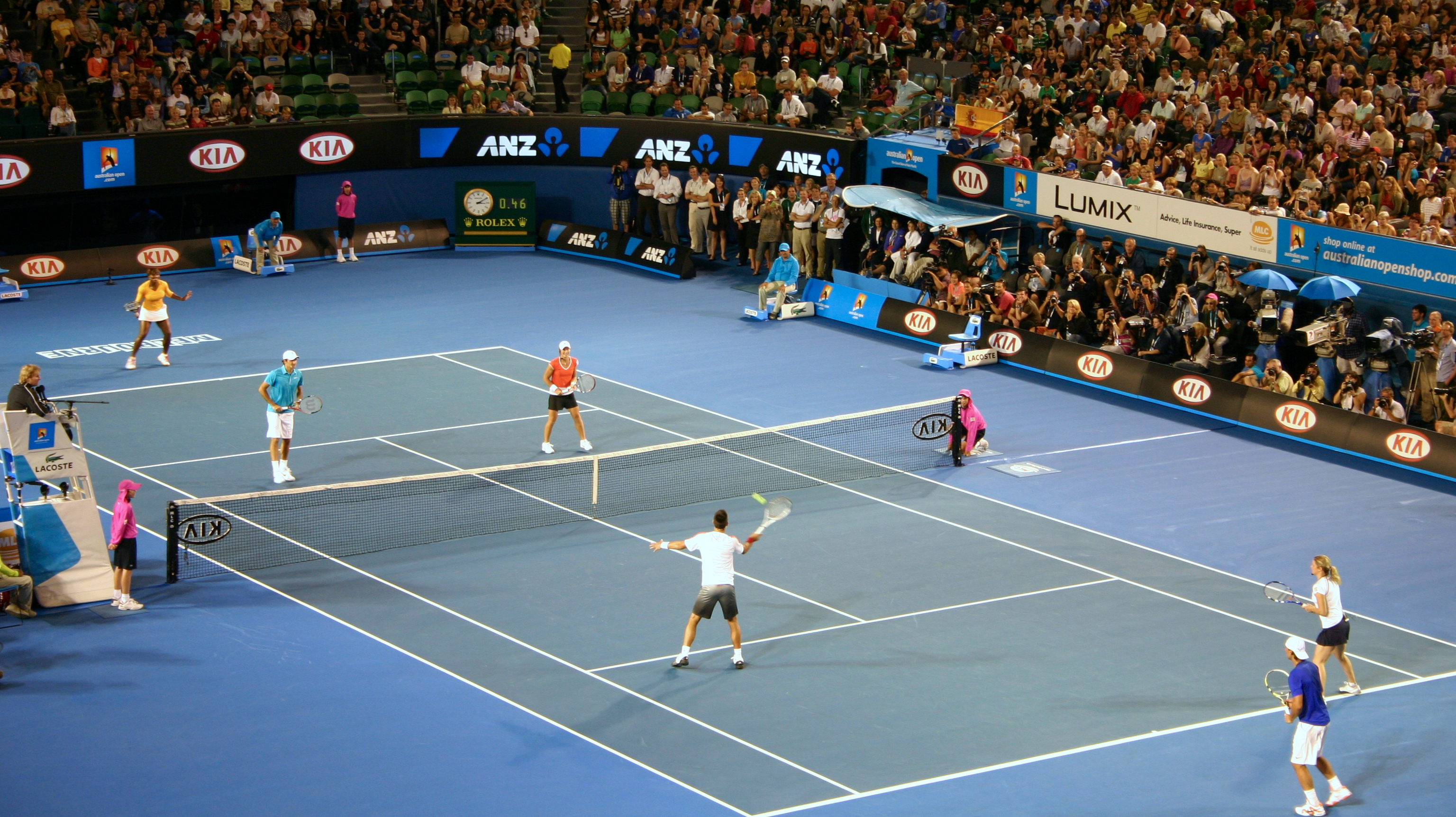
Roger Federer, Serena Williams, Samantha Stosur, Novak Djokovic, Rafael Nadal et Kim Clijsters unis pour Haïti.

En 2010, à la suite du tremblement de terre survenu en Haïti, il mobilise les vedettes du tennis mondial la veille du premier jour de l'Open d'Australie pour un après-midi de matchs d'exhibitions. Rafael Nadal, Novak Djokovic, Lleyton Hewitt, Andy Roddick, Kim Clijsters, Serena Williams et Samantha Stosur répondent présent. Cette action a ainsi permis de récolter près de 200 000 dollars australiens.
En 2020, peu avant l'Open d'Australie, il annonce un don conjoint avec Rafael Nadal de 250 000 dollars australiens en soutien aux incendies ravageant le territoire australien depuis plusieurs mois. Il participe avec ce dernier au Rallye for relief, match caritatif comprenant aussi Serena Williams, Caroline Wozniacki et Novak Djokovic.
La même année, lors de la pandémie de Covid-19, il annonce avec sa femme, un don d'un million de francs suisses à destination des plus défavorisés en Suisse.
Lors de l'invasion de l'Ukraine par la Russie en 2022, Roger Federer annonce un don de 500 000 dollars américains pour soutenir les enfants réfugiés ukrainiens dans leur accès à l'école.

### Hommages
Le 10 avril 2007 est émis en Suisse un timbre postal à l’effigie de Roger Federer. C'est la première fois que la Suisse édite un timbre à l'effigie d'une personnalité suisse encore vivante.
Une allée porte son nom à Bienne, inaugurée le 21 avril 2016. La « Roger-Federer-Allee / Allée-Roger-Federer » relie le centre national de Swiss Tennis au complexe sportif de la Tissot Arena. Une autre rue porte également son nom à Halle en Allemagne, où Roger Federer a gagné à plusieurs reprises le tournoi.
En décembre 2019, l'institut Swissmint sort une pièce commémorative tirée à 33'000 exemplaires en hommage à Roger Federer.
En octobre 2021, la ville de Bâle inaugure le tram "Federer Express", en hommage à Roger Federer.

### Récompenses
Roger Federer a reçu de nombreux prix au cours de sa carrière, par des instances officielles (ATP) comme officieuses (médias, fondations), en vertu à la fois de ses résultats sportifs et de sa personnalité (fair-play, disponibilité envers les médias). En 2011, un sondage réalisé par le « Reputation Institute » a révélé que Roger Federer était la deuxième personnalité la plus respectée au monde, derrière Nelson Mandela.

#### Pour ses résultats sportifs

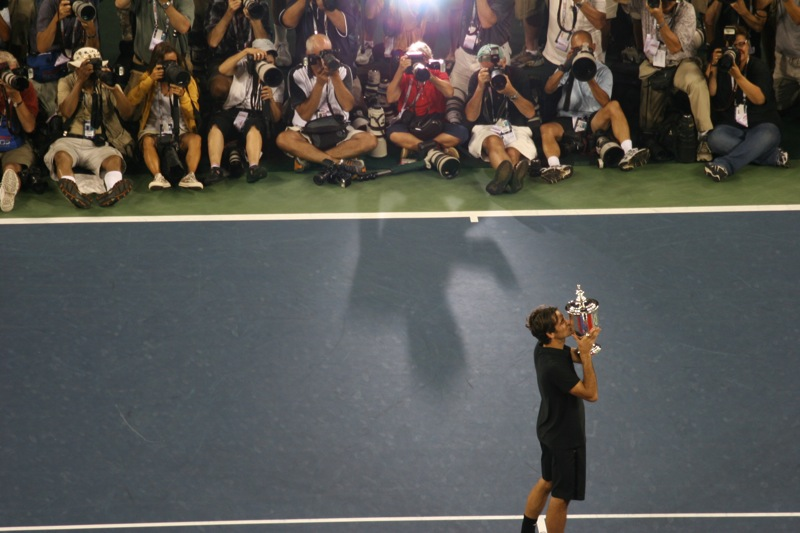
Roger Federer embrassant le trophée lors de sa victoire à l'US Open en 2007.

L'ATP, l'instance officielle régissant l'organisation des tournois et le classement des joueurs professionnels, attribue en fin d'année un certain nombre de « prix », les ATP Awards, pour différentes performances.
L'ITF, responsable de l'organisation des quatre tournois du Grand Chelem et de la Coupe Davis, élit chaque année ses champions du monde de tennis.
Voici une liste des différents prix qui ont été accordés à Roger Federer en vertu de ses résultats sportifs :
Les récompenses décernées par l'ATP et l'ITF
- Distinction Champion du monde de tennis en 2004, 2005, 2006, 2007 et 2009 par l'ITF[225],[226] ;
- Prix Joueur de l'année en 2004, 2005, 2006, 2007 et 2009 lors des ATP Awards ;
- Distinction ATP Champions Race No 1 Trophy en 2004, 2005, 2006 et 2007 par l'ATP ;
- Prix Come-back de l'année en 2017 lors des ATP Awards ;
- Prix Joueur préféré des fans de 2003 à 2021, soit 19 années consécutives, lors des ATP Awards ;
- Prix Joueur Européen en 2003 et 2004 lors des ATP Awards ;
- Meilleur joueur de la décennie 2000-2009 par l'ATP[227].

Les récompenses décernées par des institutions
- Prix Sportif mondial de l'année en 2005, 2006, 2007, 2008 et 2018 par la Fondation Laureus[228] (Federer y est le sportif le plus titré) ;
- Prix Retour de l'année en 2018 par la Fondation Laureus[229] ;
- Prix Sportif suisse de l'année en 2003, 2004, 2006, 2007, 2012, 2014 et 2017 par le Crédit Suisse[230] ;
- Grand Prix de l'Académie des sports en 2005.

Les récompenses décernées par les médias
- Prix Champion de la décennie en 2010 par l'équipe d'Eurosport[231] ;
- Prix Sportif de l'année en 2006, 2007 et 2008 par l'Association Internationale des Journalistes Sportifs (AIPS)[232] ;
- Prix Joueur de l'année en 2004, 2005 et 2006 par l'International Tennis Writers Association (ITWA)[233],[234] ;
- Prix Sportif de l'année par l'équipe d'Eurosport en 2006, 2007 et 2017[235] (2e place en 2008[236]) ;
- Prix Champion des champions en 2005, 2006, 2007 et 2017 par le journal sportif L'Équipe[237] ;
- Prix Sportif international de l'année en 2004, 2006, 2007 et 2017 par la rédaction sportive de la BBC[238] ;
- Prix Athlète de l'année en 2005, 2006, 2007 et 2017 par La Gazzetta dello Sport ;
- Prix Sportif International de l'Année en 2004 par l'agence de presse Reuters ;
- Prix Sportif Européen de l'Année en 2004, 2005 et 2006 par les agences de presse européennes ;
- Prix Meilleur joueur de tennis entre 2005 et 2010, 2017 et 2019 par ESPN lors des ESPY Awards[239] ;
- Prix Sportif international de l'année par ESPN lors des ESPY Awards en 2007[239] ;
- Prix Sportif de l'année par les internautes d'Eurosport en 2017.

#### Pour sa personnalité
Roger Federer est reconnu par nombre de médias pour sa personnalité, son charisme, voire pour sa popularité. Il a reçu de nombreuses distinctions en cet honneur. Voici les majeures :
- Prix Stefan Edberg Sportsmanship (joueur le plus fair-play) de 2004 à 2009, puis de 2011 à 2017 par l'ATP lors des ATP Awards[240] ;
- Prix Arthur Ashe (humanitaire de l'année) en 2006 et 2013 par l'ATP lors des ATP Awards[240] ;
- Prix Favoris des Fans ATPTennis.com de 2003 à 2021 par l'ATP lors des ATP Awards[240] ;
- Prix Suisse de l'année en 2003 ;
- Prix Michael-Westphal en 2003 et 2005 par les lecteurs de la version allemande de Tennis Magazine ;
- Prix Orange à Roland-Garros 2005[241], 2006[242], 2007[243], 2008 et 2009[244] ;
- Distinction Ehrespalebärglemer en 2009 par sa ville natale de Bâle[245].

Le 24 novembre 2017, il devient docteur honoris causa de la faculté de médecine de l'Université de Bâle, pour être une personnalité exemplaire, inciter les jeunes à faire du sport, et avoir œuvré pour sa fondation en aide aux enfants défavorisés.
L'astéroïde (230975) Rogerfederer porte son nom.